# シンガポール航空

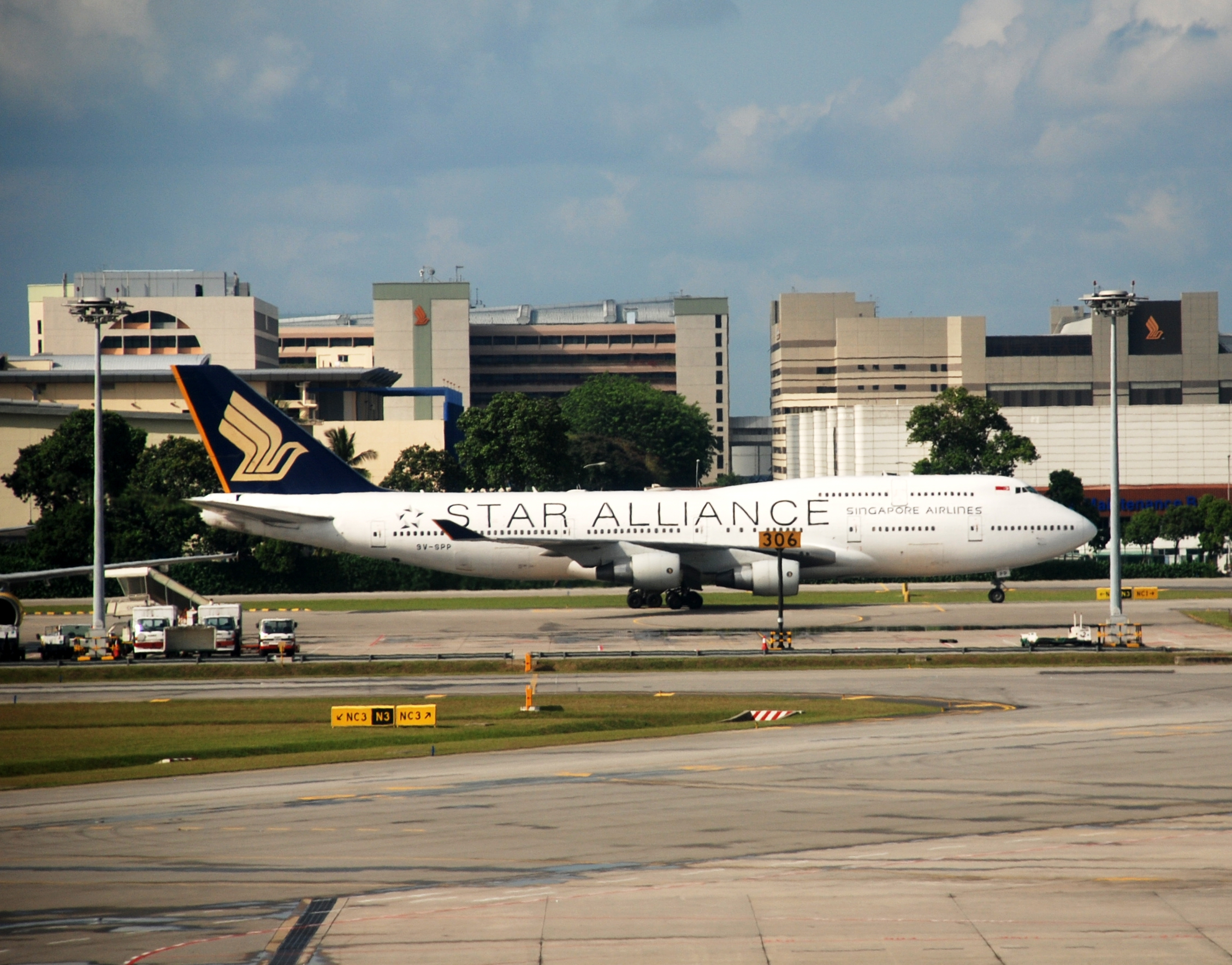
Airline House - シンガポール航空の本部

シンガポール航空（シンガポールこうくう、英語: Singapore Airlines (SIA) , 中国語: 新加坡航空公司（新航）、マレー語: Syarikat Penerbangan Singapura、タミル語: சிங்கப்பூர் ஏர்லைன்ஸ்）は、シンガポールのシンガポール・エアラインズ・リミテッド(SIA: Singapore Airlines Limited)が運営する航空会社である。

## 概要
イギリス・スカイトラックス社による航空会社の格付けで、実質最高評価の「ザ・ワールド・ファイブ・スター・エアラインズ（The World's 5-Star Airlines）」の認定を得ている。
シンガポールを代表する大企業の一つで、シンガポール・チャンギ国際空港をハブ空港とするシンガポールの「フラッグ・キャリア」である。またアジアのみならず世界でも有数の規模を持つ航空会社でもある。
シンガポール本国への航空需要の他に、乗り継ぎ客（特にヨーロッパとオーストラリアやニュージーランドを結ぶカンガルールートの利用者）を重視した路線設定を行っている。一般客にはIATAのコードであるSQと呼ばれることが多い。
航空券の座席予約システム（CRS）は、アマデウスITグループが運営するアマデウスを利用している。

## 沿革

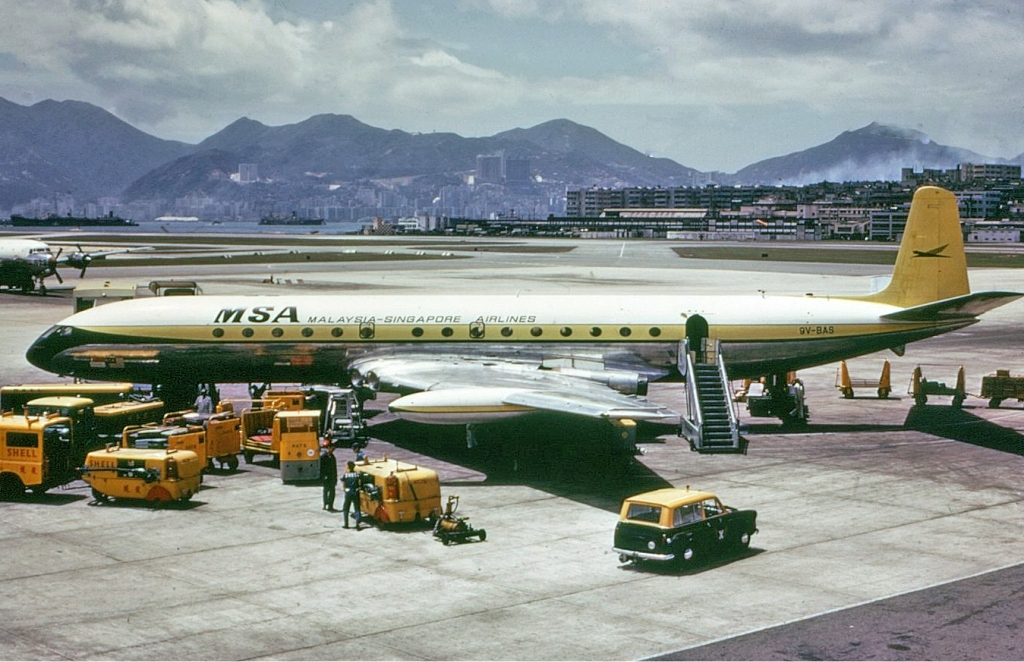
マレーシア・シンガポール航空のコメットMk.IV

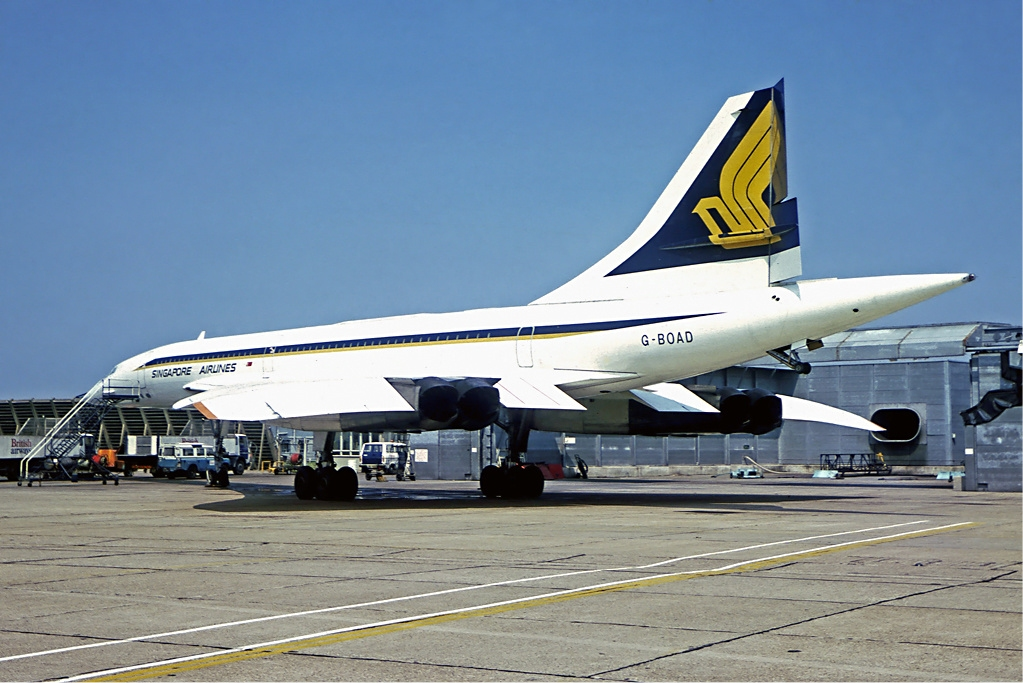
ブリティッシュ・エアウェイズのシンガポール航空塗装のコンコルド（ヒースロー空港、1980年代）

- 1947年 マラヤンエアウェイズ・リミテッドとして設立、カラン空港（英語版）を拠点に運航を開始。
- 1955年 パヤ・レバー空港（英語版）が開港。カランからハブ空港を移転。
- 1963年 シンガポールがマラヤ連邦等と統合しマレーシアが成立したことに伴い、マレーシアエアウェイズ・リミテッドへ改称。
- 1965年 シンガポール共和国としてマレーシアから分離独立。
- 1967年 マレーシア・シンガポール航空 (Malaysia-Singapore Airlines) へ改称。
- 1972年10月 マレーシア・シンガポール航空がマレーシア航空とシンガポール航空へ分離。
- 1973年 マレーシア航空との分離後初の新造機として、東南アジア初のボーイング747-200Bを2機 (9V-SIA・9V-SIB) 受領。
- 1977年 東アジア及び東南アジア初のコンコルドによる定期航路開設（シンガポール - バーレーン経由 - ロンドン線）。ブリティッシュ・エアウェイズとの共同運航でBA所有の1機の右側面をBA塗装、左側面をSQ塗装し、当時話題となったが、就航後上空通過国が同機特有の騒音「ソニックブーム」を理由に同機の超音速運用を拒否し、運航は可能だが同機の性能を引き出せない運航で、採算が合わずに撤退した。
- 1979年4月 初の太平洋線である、シンガポール - 香港 - ホノルル - サンフランシスコ線を開設。使用機材はDC-10。
- 1981年7月1日 チャンギ空港が開港。以前のシンガポール国際空港であったパヤ・レバーから移転（その後同空港はパヤ・レバー空軍基地（英語版）となる）。
- 1989年2月 シンガポール第2の航空会社として、シンガポール航空の子会社であるトレードウィンズの設立を発表。トレードウィンズは後にシルクエアーに改称した。
- 1991年3月26日 マレーシア発シンガポール行き117便でシンガポール航空では初めてのハイジャック発生（シンガポール航空117便ハイジャック事件）。
- 1993年9月10日 通算生産数1,000機目となる記念のボーイング747-400 (9V-SMU) を受領する。この機体には「1000th Boeing747」特別エンブレムが機首に描かれていた。
- 1999年 マイレージプログラム「KrisFlyer（クリスフライヤー）」を開始。利用者はトラベルクラスに関わらずマイルを獲得でき、積算後に様々な商品やサービスとの交換が可能となる。
- 2000年4月 航空連合「スターアライアンス」に加盟。
- 2000年10月 台湾・台北中正国際空港（現・台湾桃園国際空港）でシンガポール発台北経由ロサンゼルス行き006便、ボーイング747-400が間違えて工事中の滑走路へ進入、離陸滑走を開始し工事用車両と接触、機体は大破、炎上し乗員・乗客179人中83人が死亡、80人が重軽傷を負う。1972年の会社設立以来の大惨事となった（シンガポール航空006便離陸失敗事故）。
- 2004年2月3日 エアバスA340-500を使用し、ロサンゼルスへのノンストップ便が開設される。
- 2004年6月28日 シンガポールからニューアーク（ニューアーク国際空港）への世界最長である所要時間18時間30分の超長距離ノンストップ便を開設した。これとフランクフルト経由のニューヨーク行きの路線を組み合わせて、同一会社による世界一周旅行が可能となった[注釈 1]。
- 2006年12月5日 シンガポール - パリ線でボーイング777-300ERが就航。
- 2007年10月25日 シンガポール - シドニーで世界で最初にエアバスA380が有償運航された。この便名は SQ380である。この便の座席はオークションで発売され、売り上げは慈善団体に寄付される。さらに、10月28日からシンガポール - シドニーのSQ221/220で正式に定期便での運航を開始する。
- 2008年3月18日 シンガポール - ロンドンの一部の便にA380を投入し運航開始。ロンドンは欧米初のA380就航地となった。

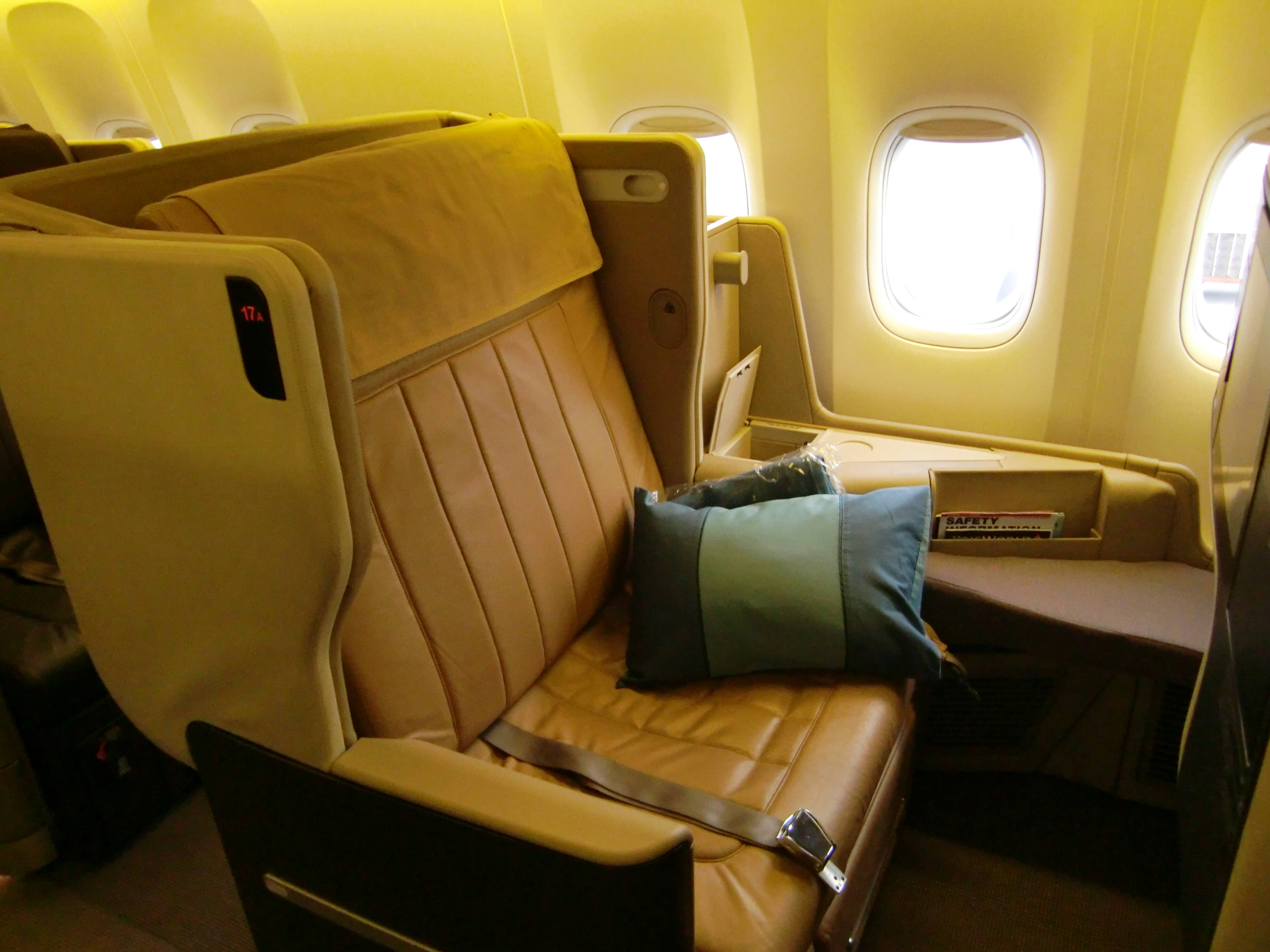
ボーイング777-300ER型機のビジネスクラス座席。横1-2-1列でこのクラスでは最も広く、背もたれを前に倒すとベッドになる。2008年9月撮影

- 2008年5月15日 全席新型ビジネスクラス（A380、777-300ERに搭載されているシートと同タイプ）100席仕様に改装したエアバスA340-500をシンガポール - ニューアーク間で運航開始。
- 2008年9月21日 シンガポール - ニューアーク線に続き、シンガポール - ロサンゼルス間のノンストップ便も全席新型ビジネスクラス100席のエアバスA340-500で運航開始。
- 2009年2月16日 シンガポール - クアラルンプール、シンガポール - ジャカルタにエアバスA330-300が初めて投入された。このエアバスA330-300は順次、ブリスベン、パース、中部国際空港、アデレード、大阪の各線に投入される。同時に、初期に導入された777-200の退役を進める。
- 2012年3月25日 メルボルン − シンガポール線のSQ238便を最後に747-400が旅客便としての定期運用を終了。
- 2012年4月6日 シンガポール − 香港（往路便：SQ747／復路便：SQ748）間で747-400がラストフライト[5]。同便をもって同社の747旅客便として39年間の運航の歴史に幕が閉じられた。これにより、同社が所有するボーイング社製の旅客機は、双発機のみとなった。
- 2016年3月2日 次期長距離運航機材として発注していたエアバスA350-900を受領。
- 2018年3月25日 ボーイング787-10（初号機：9V-SCA）を受領。シンガポールへのフェリーフライトでは、一旦関西空港へ立ち寄る形で飛来した。
- 2020年11月9日 ニューヨーク直行便でジョン・F・ケネディ国際空港の乗り入れ開始し、世界最長路線及び世界一周路線を運航することとなった[6]。
- 2021年5月6日 子会社のシルクエアーを吸収合併。シルクエアーが保有していたボーイング737-800及びボーイング737 MAX 8は全機シンガポール航空に移管される。

## コードデータ
- IATA航空会社コード：SQ
- ICAO航空会社コード：SIA
- コールサイン：SINGAPORE（シンガポール）
- ボーイング社の顧客番号（カスタマーコード）：12
- IATA登録CIP番号：618

## 保有機材
保有機の就航年数は7年と世界的にも低い。これは同社が最新鋭機材を積極的に導入している結果、使用機材の退役が早いためである。
またシンガポールという都市国家の宿命上、国際線のみの運航となり、保有機も多くが広胴（ワイドボディ）機となる。
シンガポール航空の搭載エンジンは、ボーイング777を導入以降ボーイング777-300ERや777-9の様にエンジンを選択できない機材を除き、キャセイパシフィック航空などの英国系の航空会社と同様に
多くロールスロイス社製トレントを採用（A330-300・A340-500・A380-800・B777-200/200ER/300は全機材ロールスロイス・トレントを搭載）していて、
シンガポール航空のロールスロイスエンジンの採用率はきわめて高い部類になる。
2012年9月からエアバスA380で機内インターネットを開始。その後ボーイング777-300ER等にもサービスを展開している。

### 運航機材
| 機材                   | 保有数 | 発注数 | 座席数 | 座席数 | 座席数 | 座席数 | 座席数 | 備考                                                                                    |
| 機材                   | 保有数 | 発注数 | F      | J      | S      | Y      | 計     | 備考                                                                                    |
| ---------------------- | ------ | ------ | ------ | ------ | ------ | ------ | ------ | --------------------------------------------------------------------------------------- |
| エアバスA350-900       | 34     | -      | -      | 42     | 24     | 187    | 253    | 最大のオペレーター 長距離用253席仕様は258席仕様に改装予定                               |
| エアバスA350-900       | 0      | -      | -      | 42     | 24     | 192    | 258    | 最大のオペレーター 長距離用253席仕様は258席仕様に改装予定                               |
| エアバスA350-900       | 24     | -      | -      | 40     | -      | 263    | 303    | 最大のオペレーター 長距離用253席仕様は258席仕様に改装予定                               |
| エアバスA350-900ULR    | 7      | -      | -      | 67     | 94     | -      | 161    | 北米直行便専用 Ultra-Long Range（超長距離）仕様 ファーストクラス付き132席仕様に改装予定 |
| エアバスA350-900ULR    | 0      | -      | 4      | 70     | 58     | -      | 132    | 北米直行便専用 Ultra-Long Range（超長距離）仕様 ファーストクラス付き132席仕様に改装予定 |
| エアバスA380-800       | 12     | -      | 6      | 78     | 44     | 343    | 471    |                                                                                         |
| ボーイング737-800      | 2      | -      | -      | 12     | -      | 150    | 162    | 2026年3月までに退役予定                                                                 |
| ボーイング737-8 MAX    | 18     | 11     | -      | 10     | -      | 144    | 154    |                                                                                         |
| ボーイング777-300ER    | 22     | -      | 4      | 48     | 28     | 184    | 264    |                                                                                         |
| ボーイング777-9        | -      | 31     | 未定   | 未定   | 未定   | 未定   | 未定   | 2026年以降導入予定                                                                      |
| ボーイング787-10       | 26     | 5      | -      | 36     | -      | 301    | 337    | ローンチカスタマー 世界最大のオペレーター                                               |
| シンガポール航空カーゴ |        |        |        |        |        |        |        |                                                                                         |
| エアバスA350F          | -      | 7      | 貨物   | 貨物   | 貨物   | 貨物   | 貨物   | ボーイング747-400Fを置き換え予定                                                        |
| ボーイング747-400F     | 7      | -      | 貨物   | 貨物   | 貨物   | 貨物   | 貨物   | エアバスA350Fに置き換え予定                                                             |
| ボーイング777F         | 5      | -      | 貨物   | 貨物   | 貨物   | 貨物   | 貨物   | DHLアビエーション向けに運航                                                             |
| 計                     | 157    | 56     |        |        |        |        |        |                                                                                         |

### 退役機材
- アエロスパシアル・BAC コンコルド（シンガポール航空自身が所有していた訳ではなく、コンコルドを運航していたブリティッシュ・エアウェイズとコードシェアしていたため、ブリティッシュ・エアウェイズ所有のコンコルドのうち1機が、シンガポール航空の塗装に塗り替えられた[18]。）
- エアバスA300B4
- エアバスA310-200/300
- エアバスA330-300
- エアバスA340-300/500
- ボーイング707-300B/300C
- ボーイング727-100/200adv
- ボーイング737-100
- ボーイング747-200B
- ボーイング747-300/300M
- ボーイング747-400
- ボーイング757-200
- ボーイング777-200/200ER/300
- マクドネル・ダグラス DC-10-30

### 画像

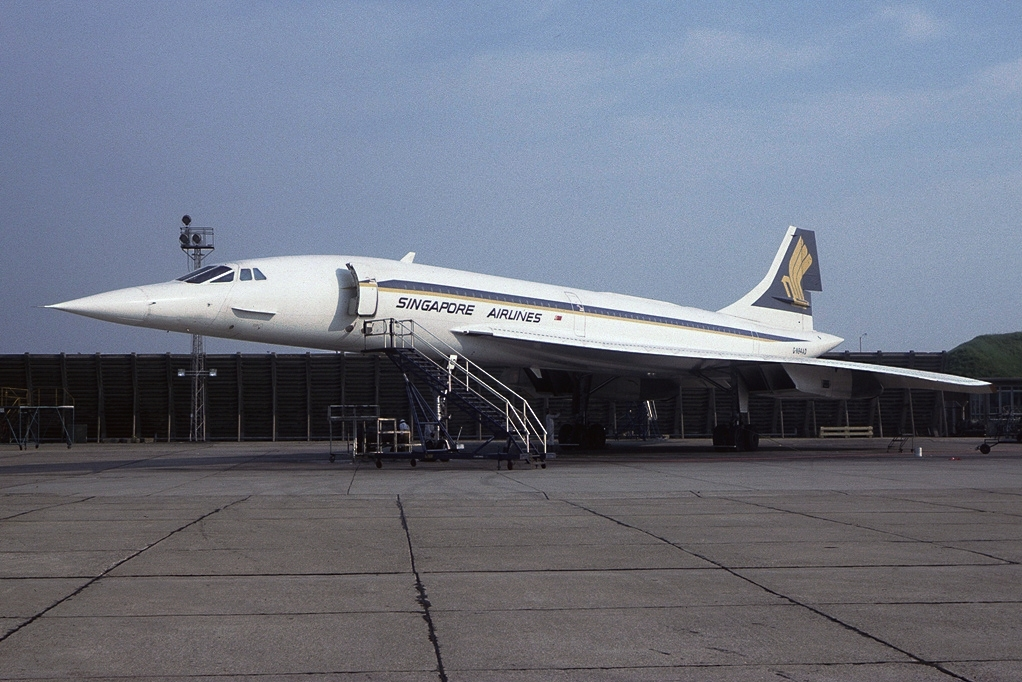
コンコルド
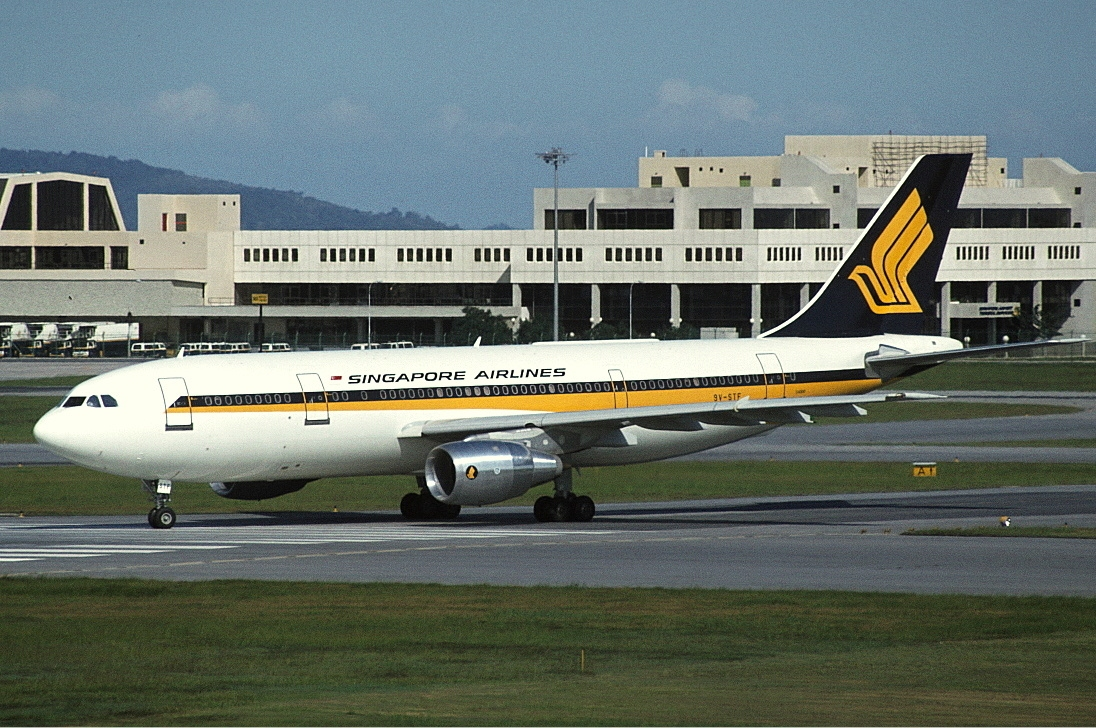
エアバスA300B4
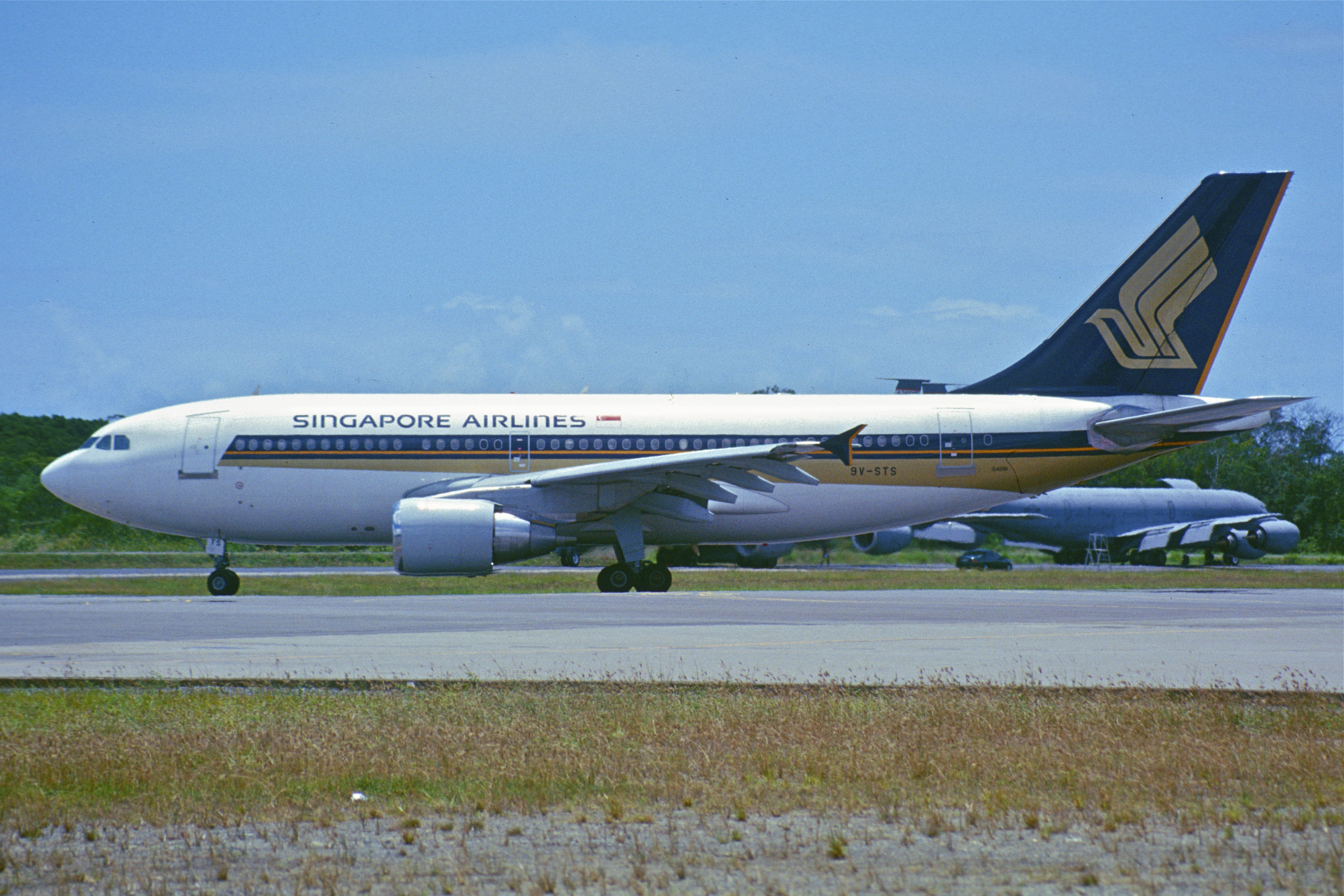
エアバスA310-300
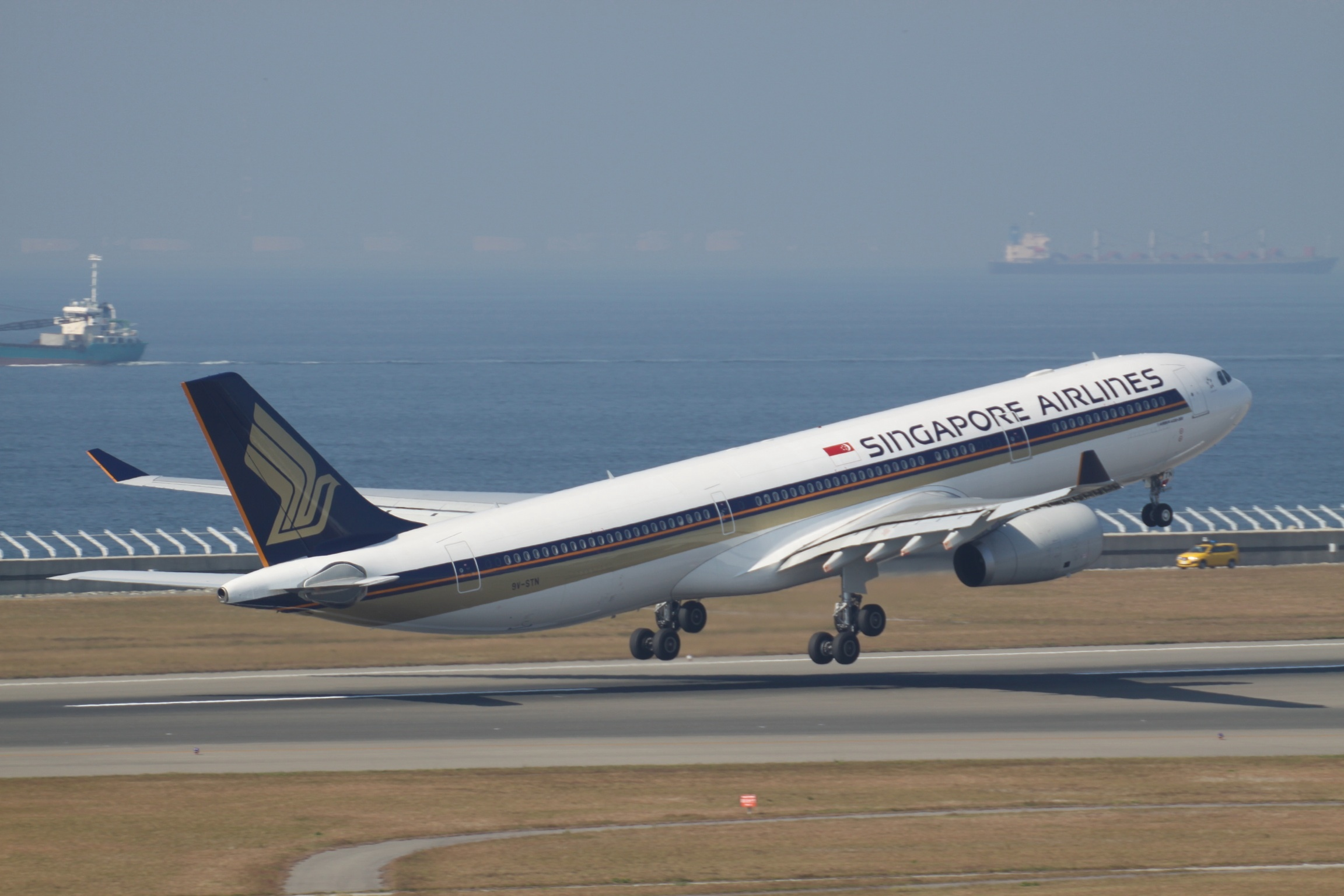
エアバスA330-300
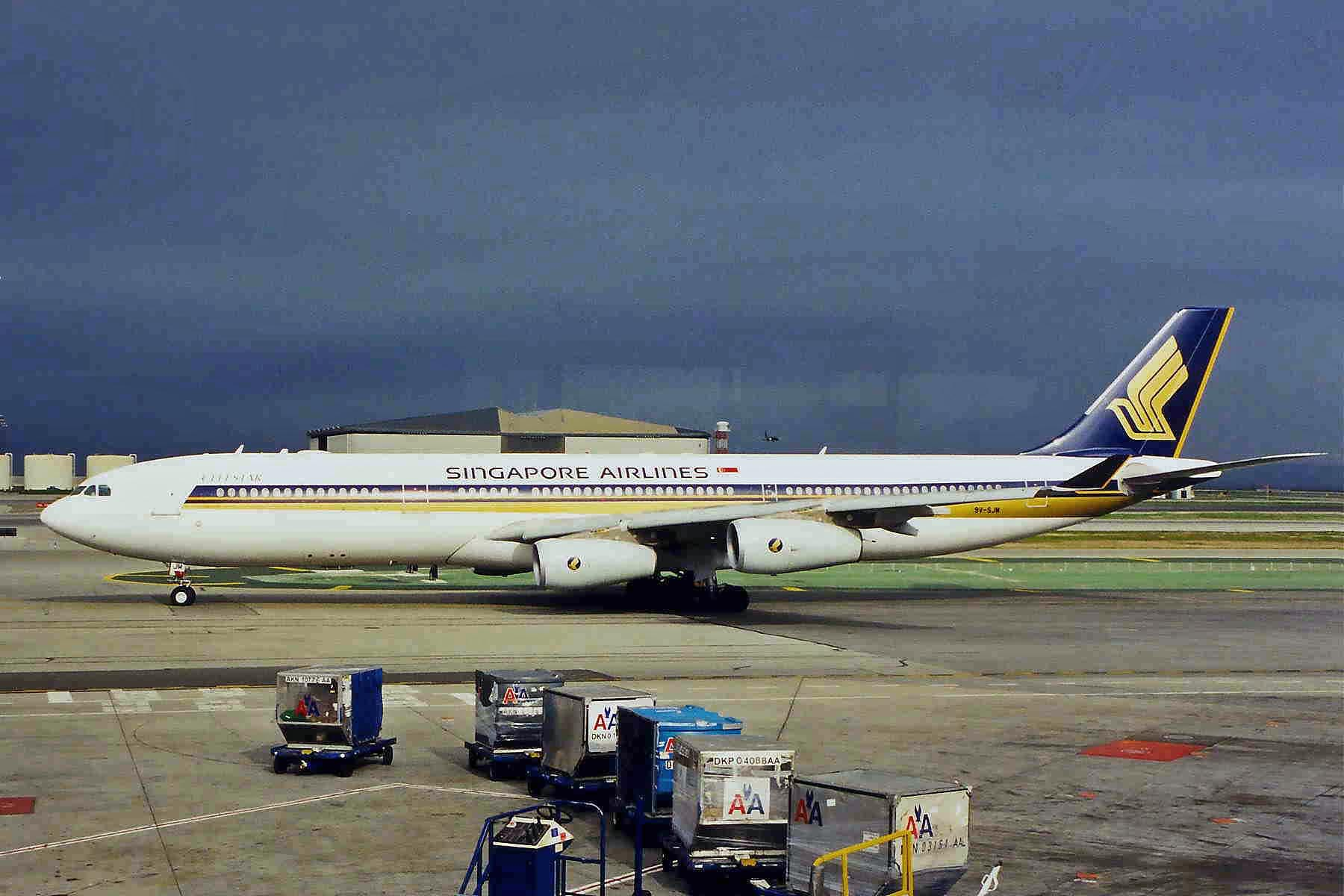
エアバスA340-300
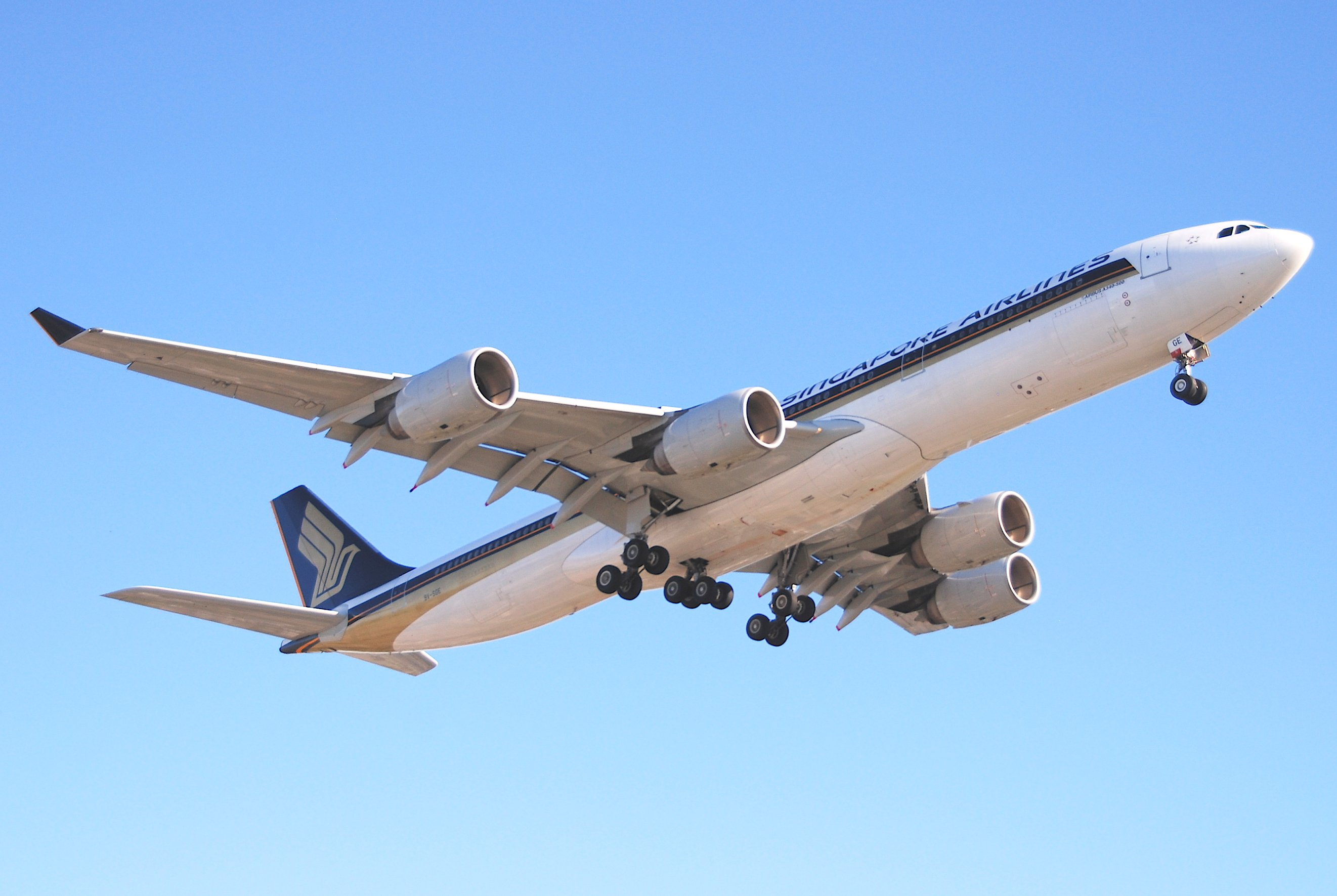
エアバスA340-500
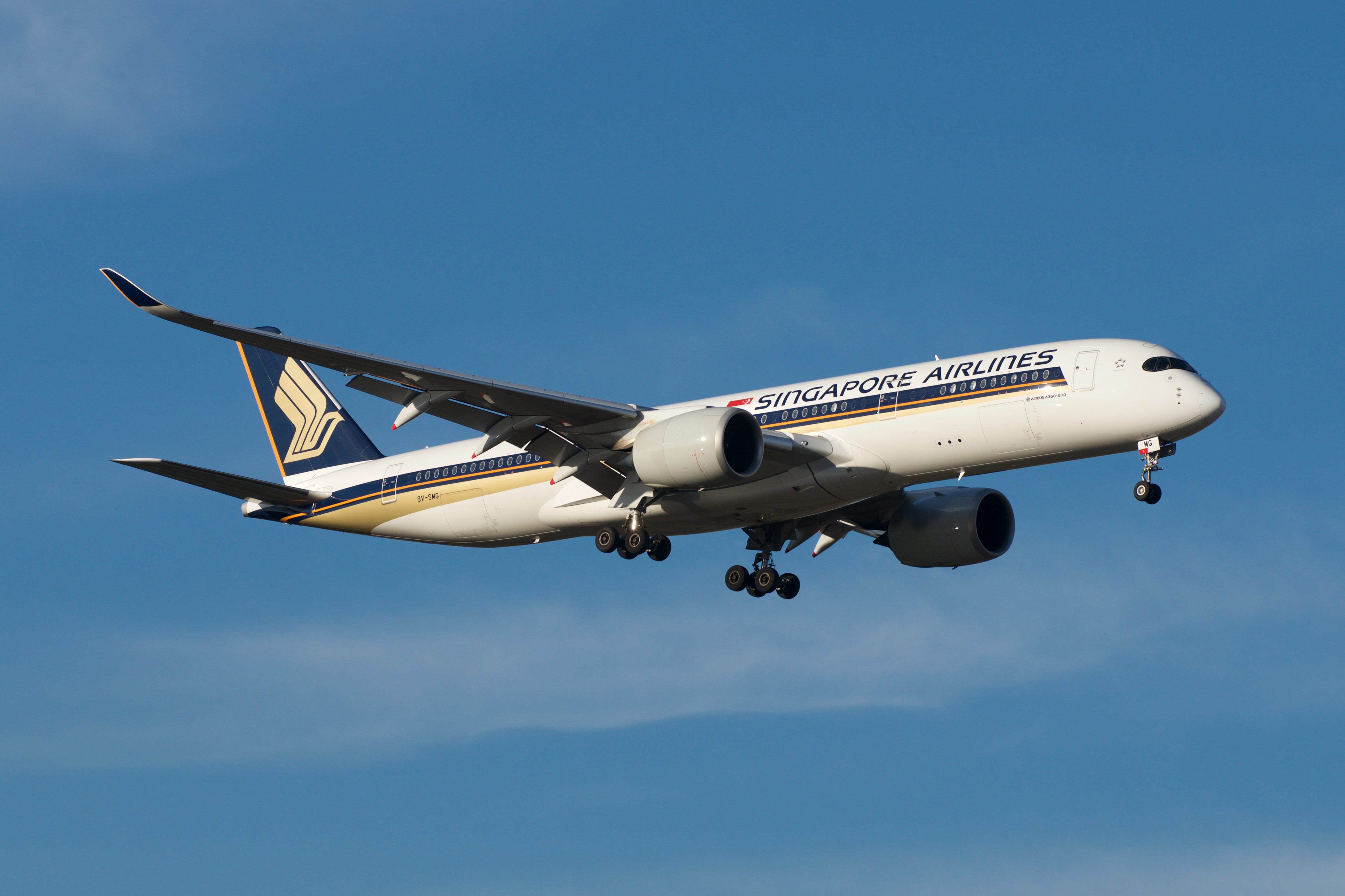
エアバスA350-900
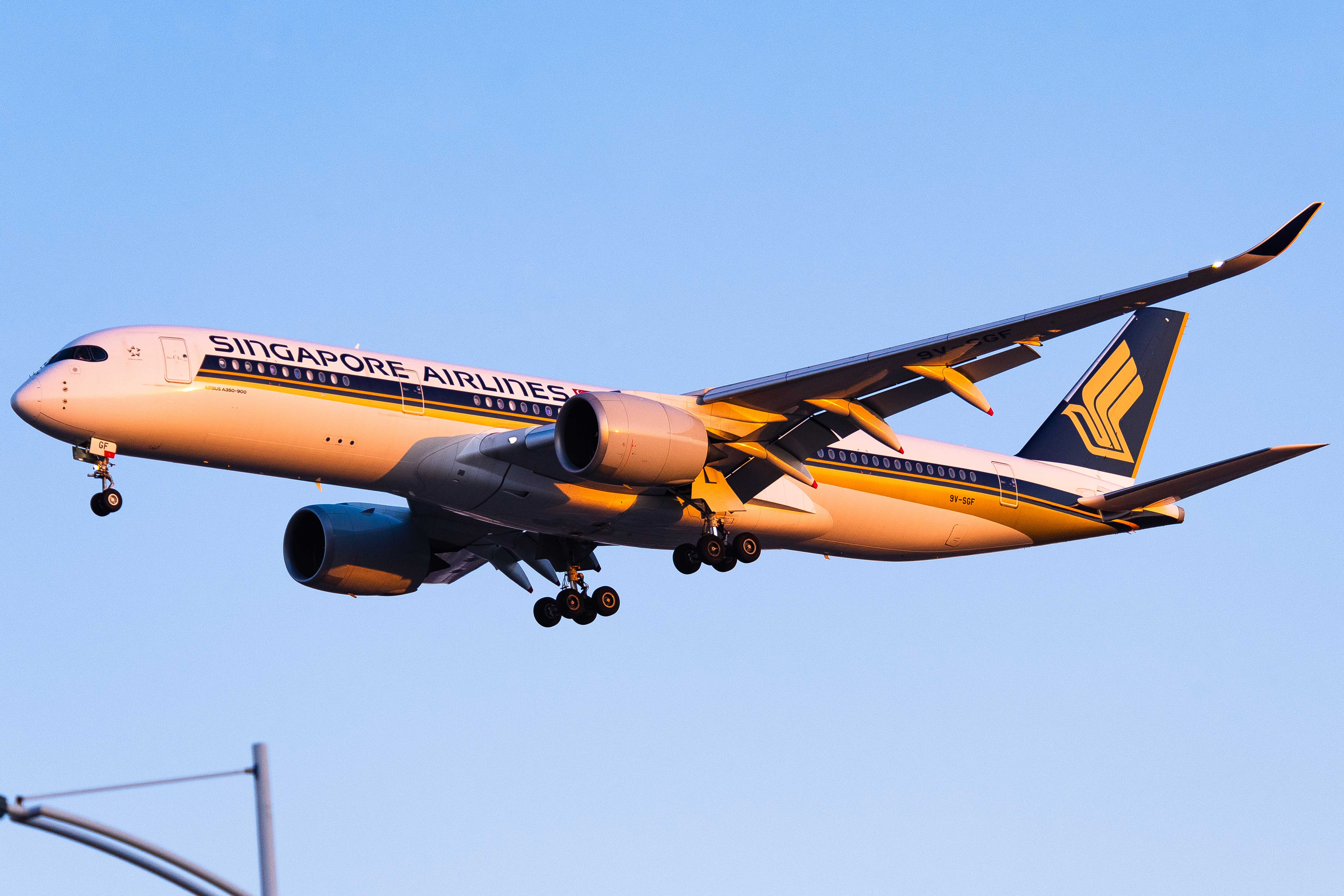
エアバスA350-900ULR
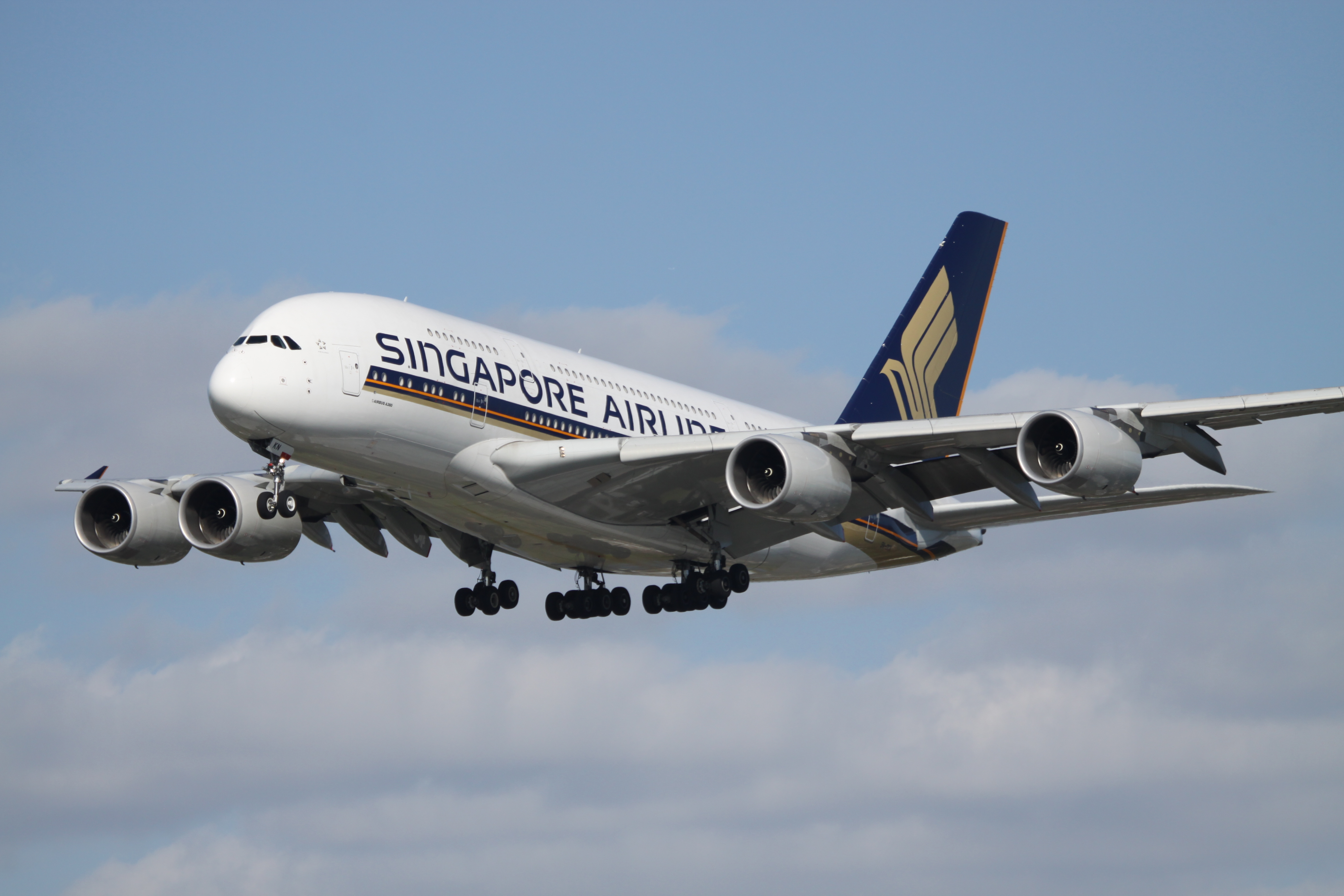
エアバスA380-800
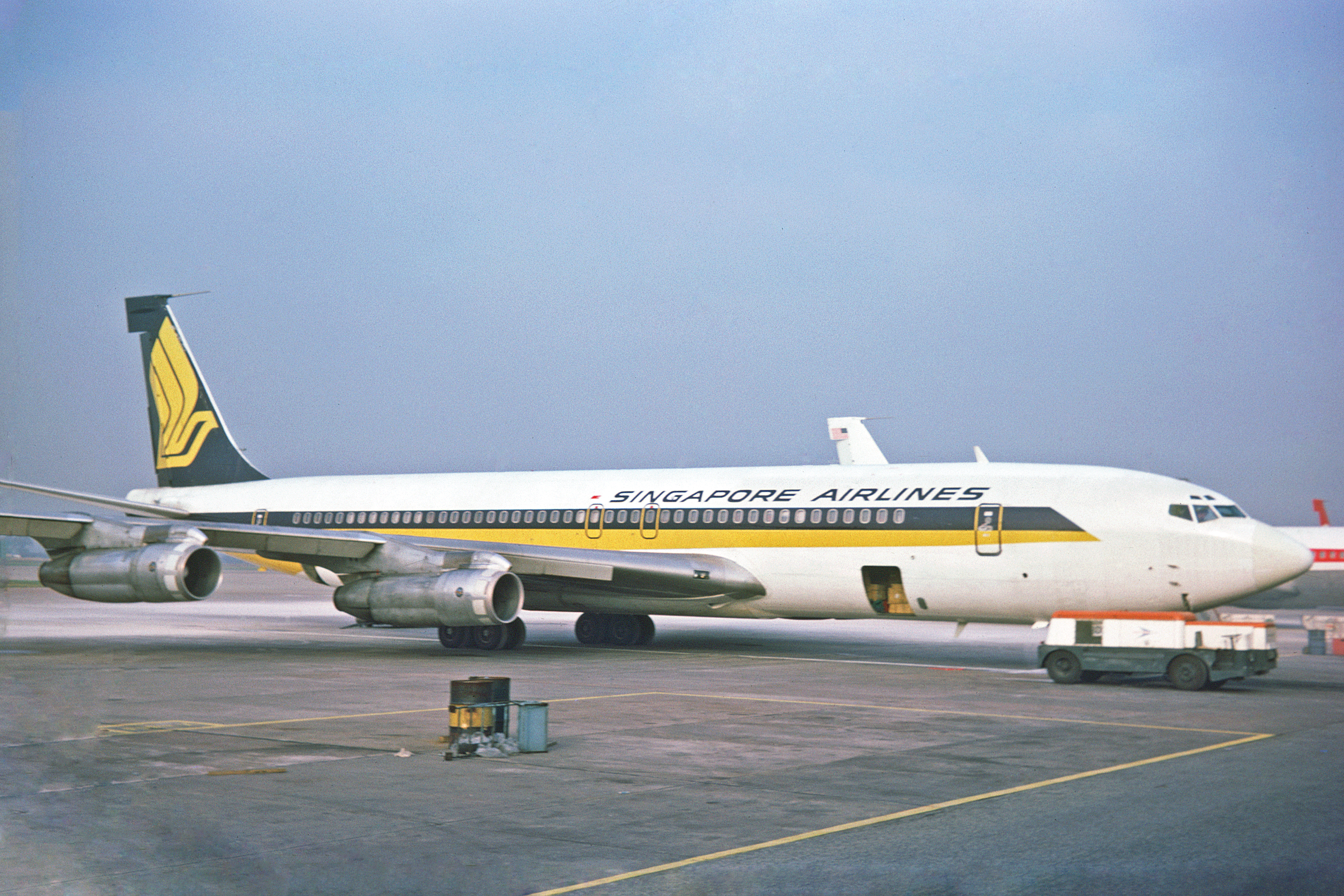
ボーイング707-324C
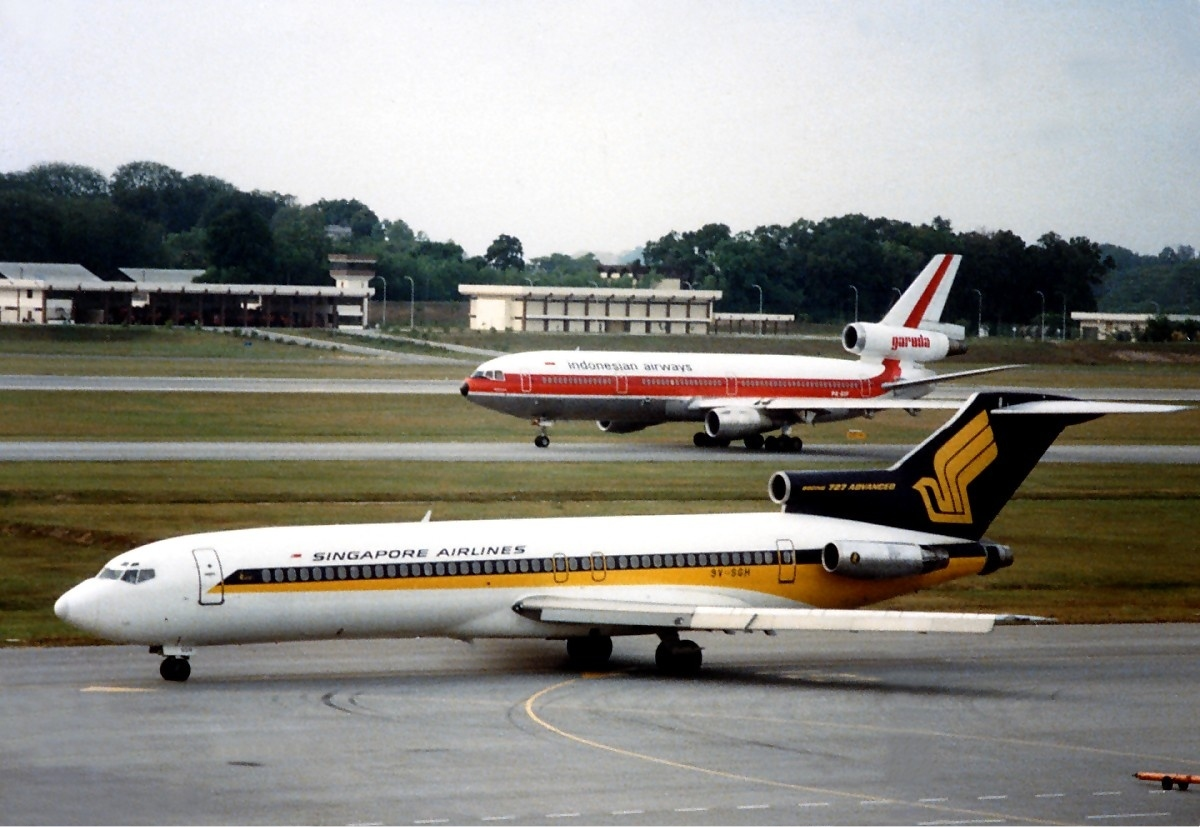
ボーイング727-200adv
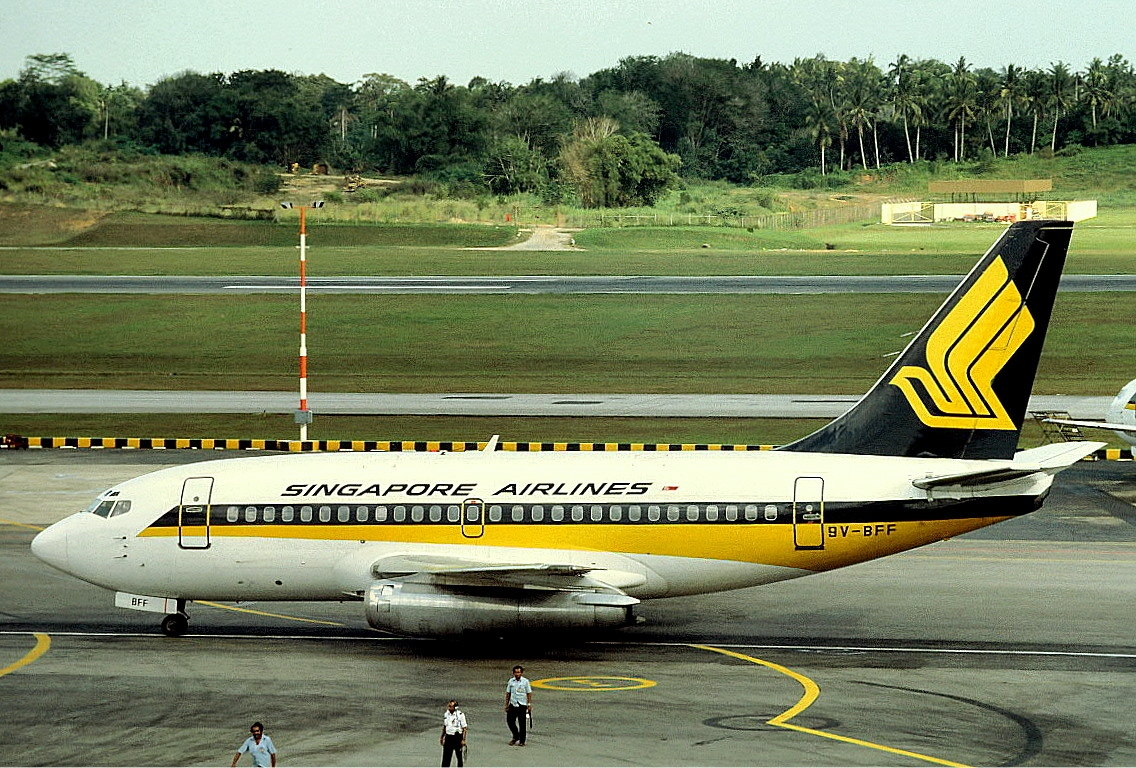
ボーイング737-100
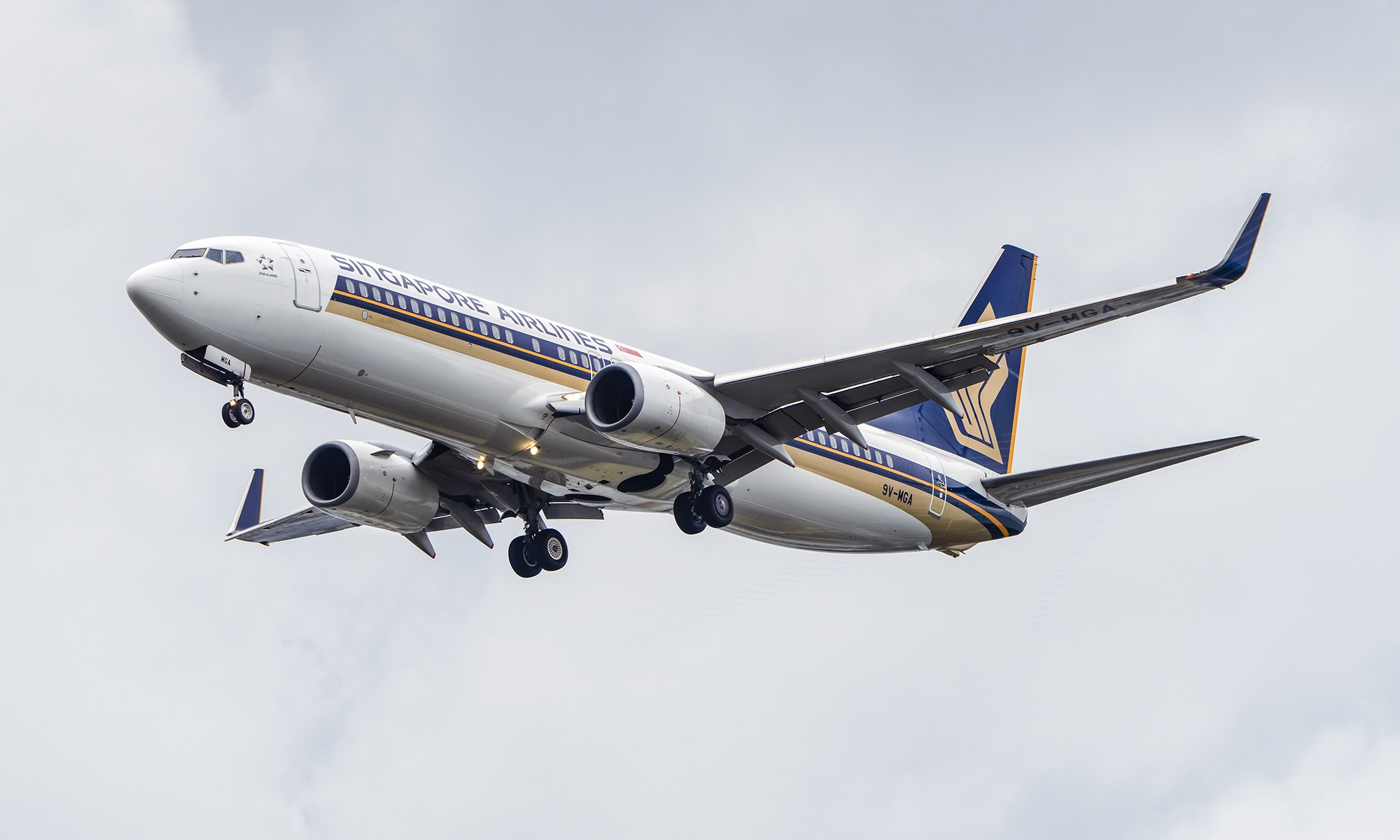
ボーイング737-800
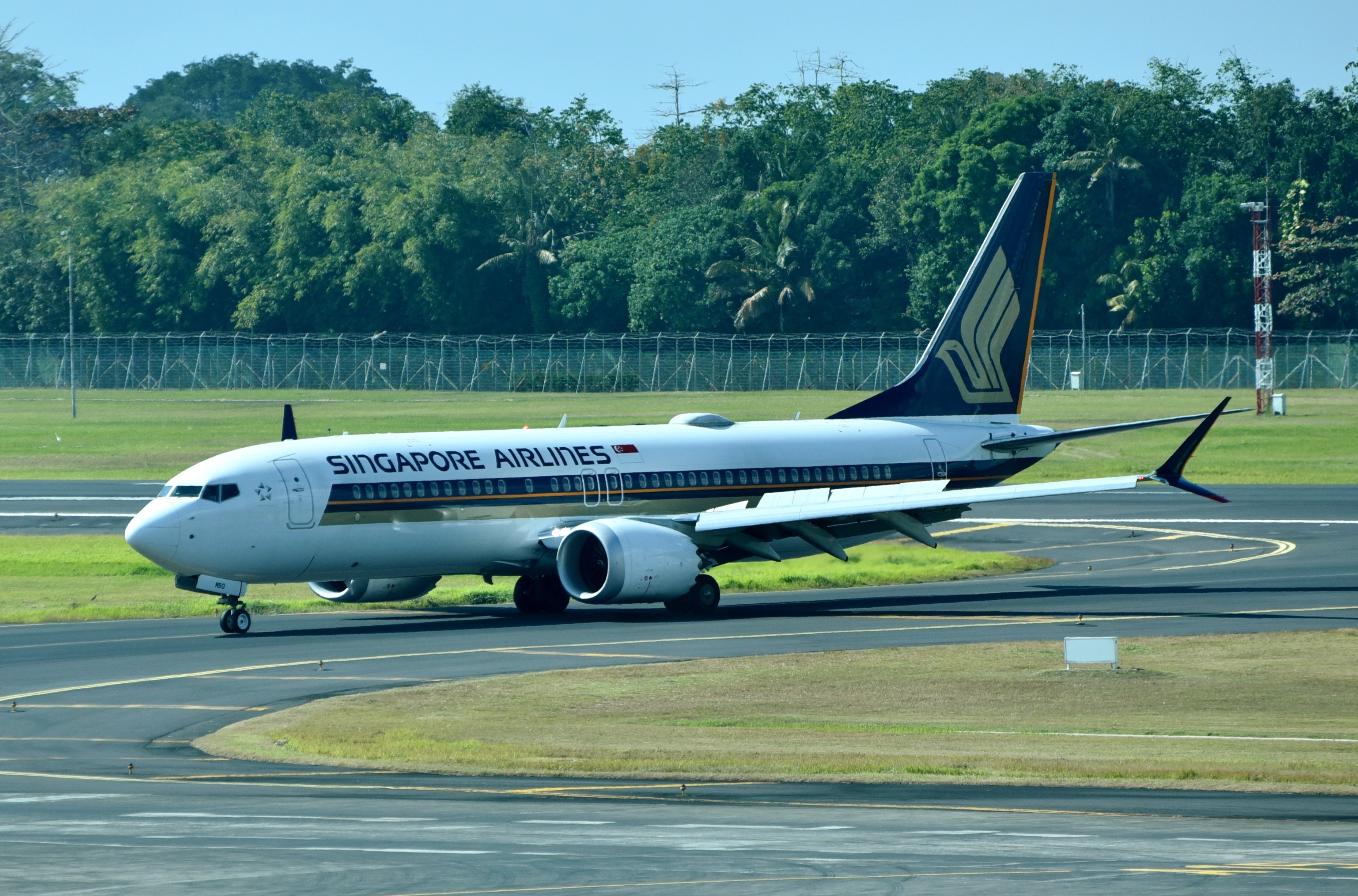
ボーイング737 MAX 8
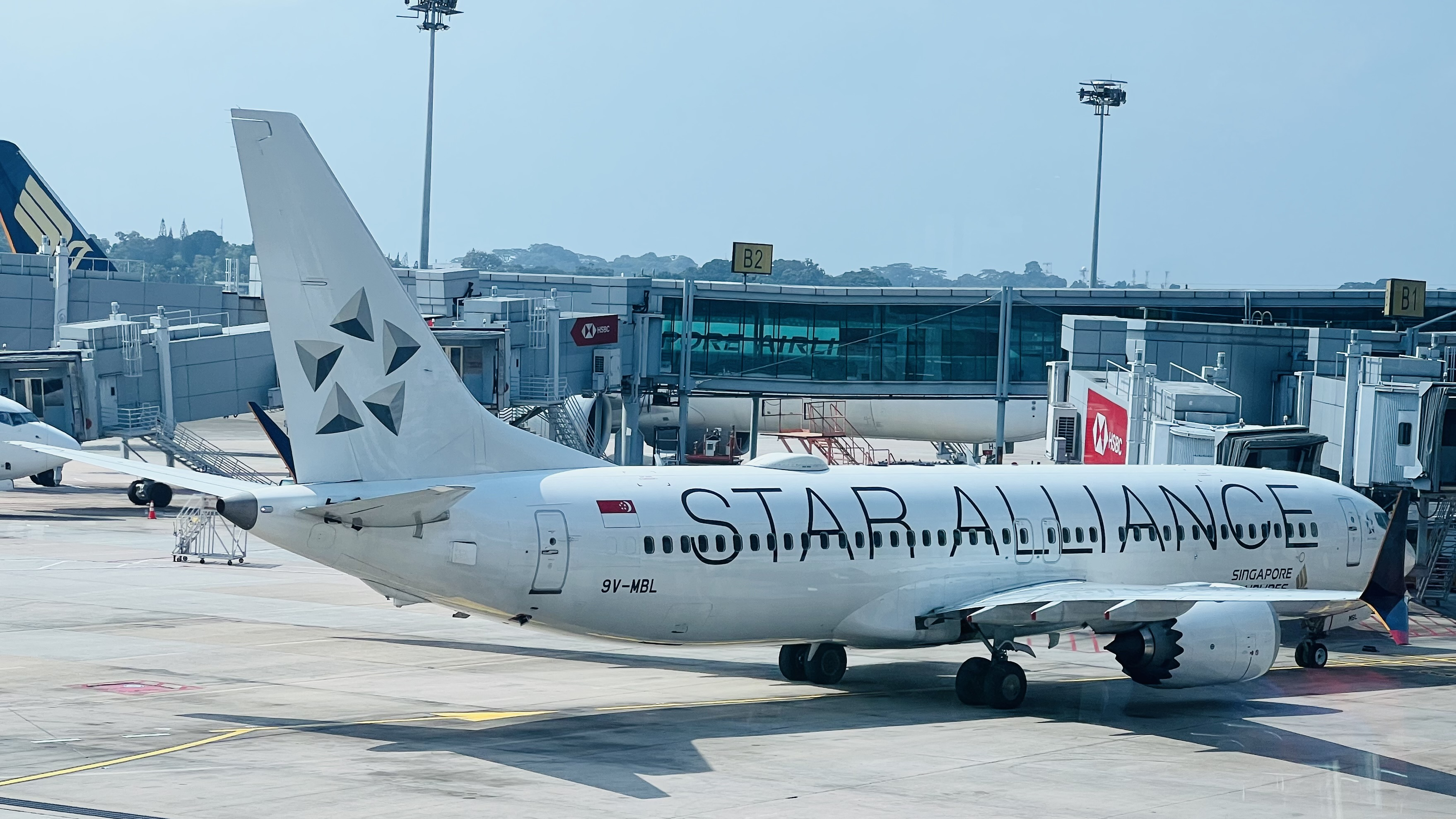
ボーイング737 MAX 8（スターアライアンス塗装）
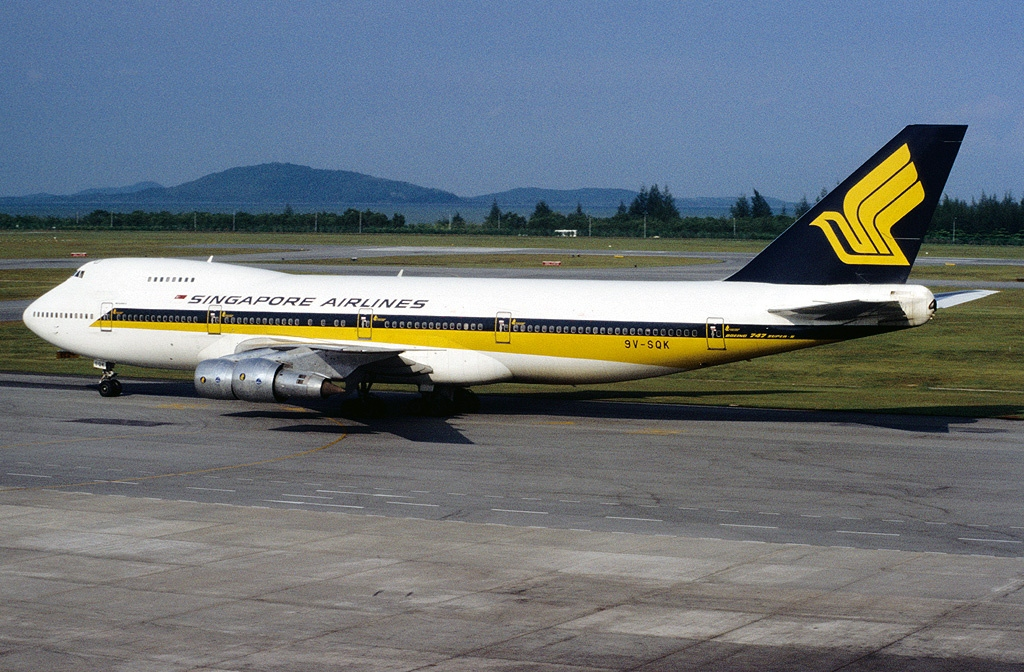
ボーイング747-200B
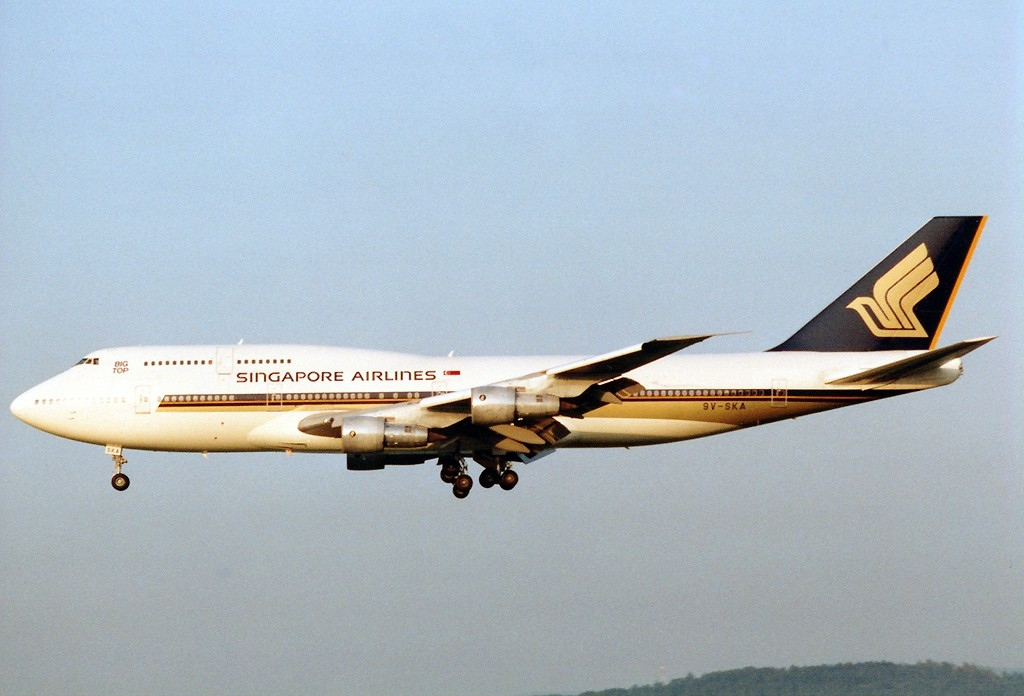
ボーイング747-300
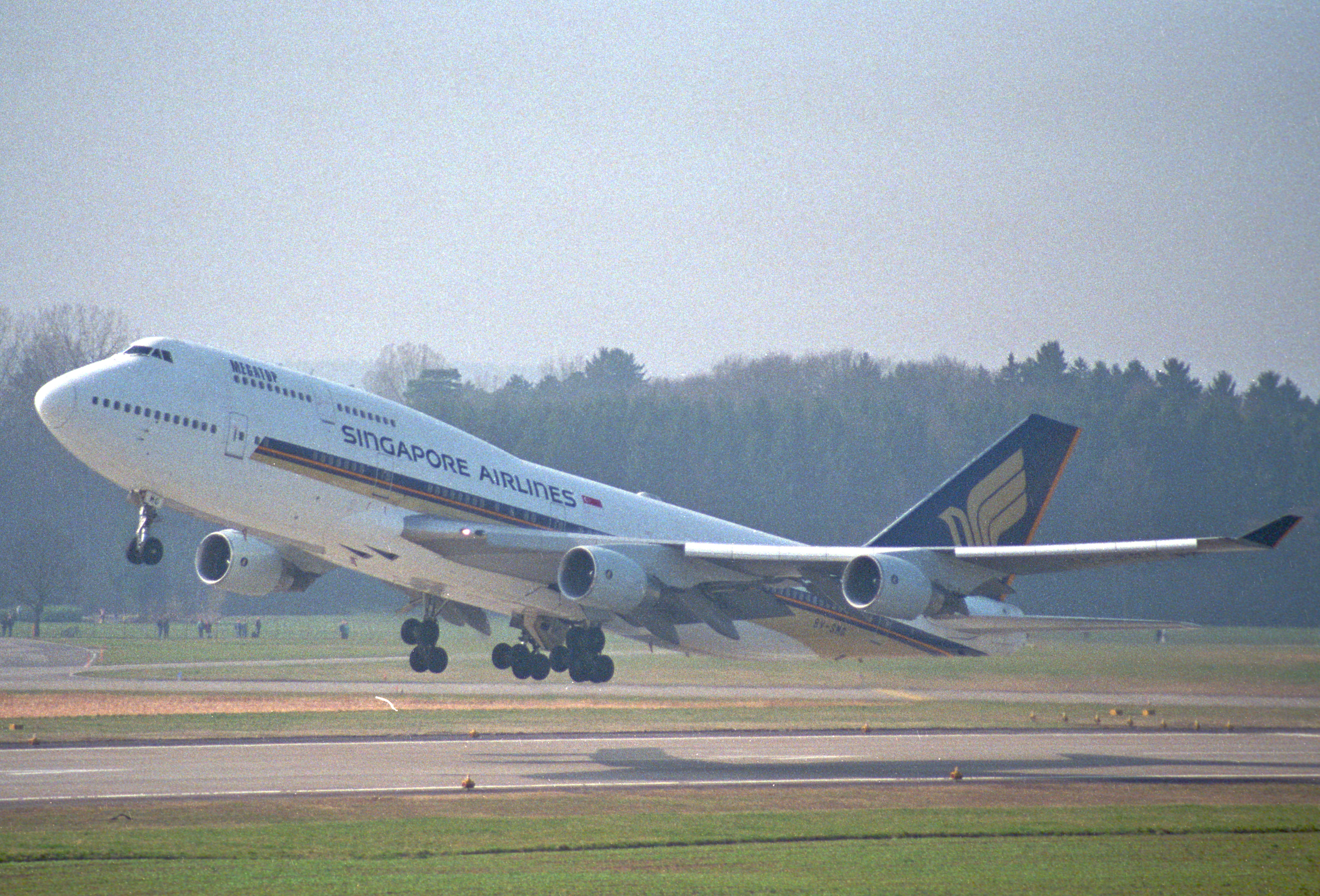
ボーイング747-400
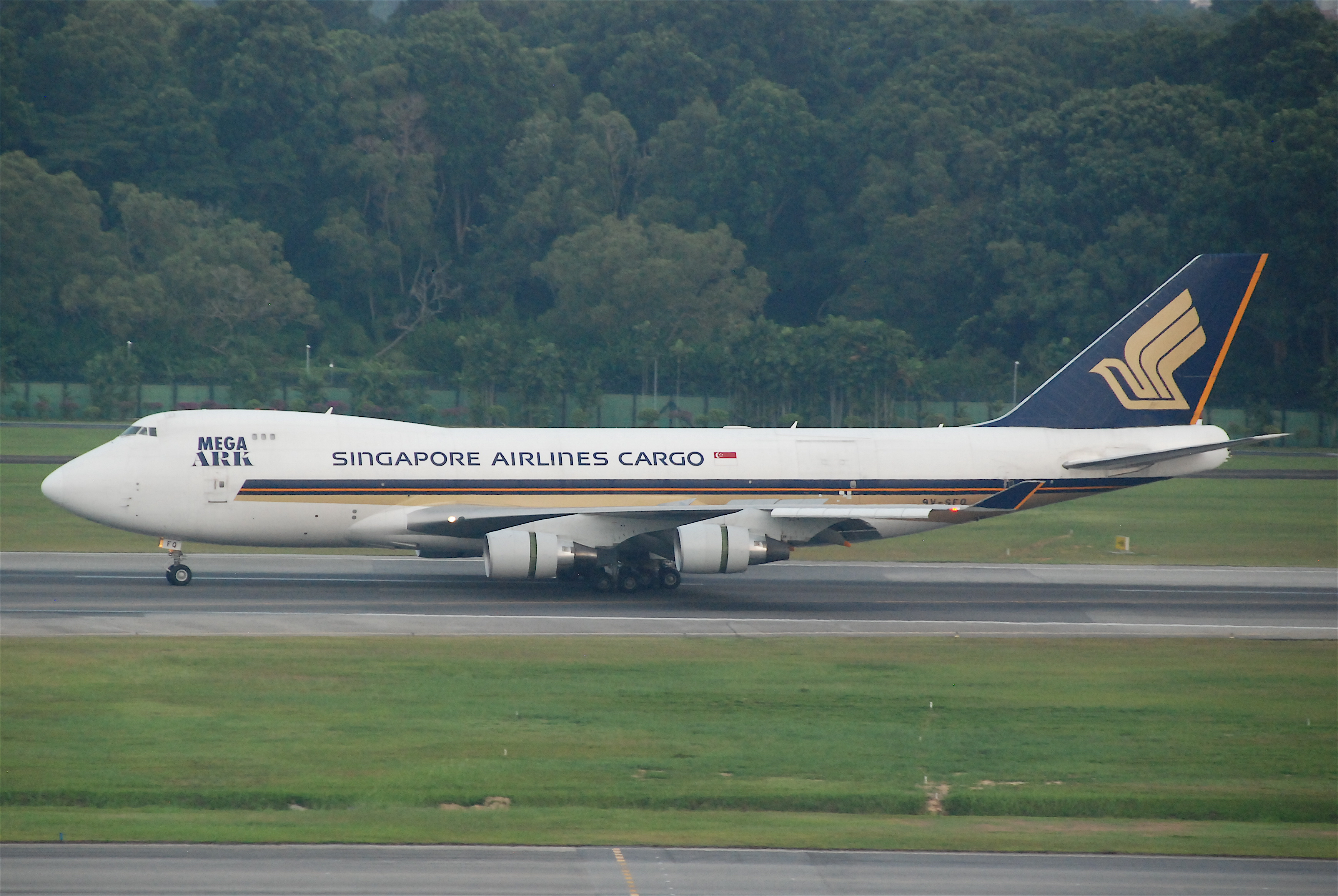
ボーイング747-400F
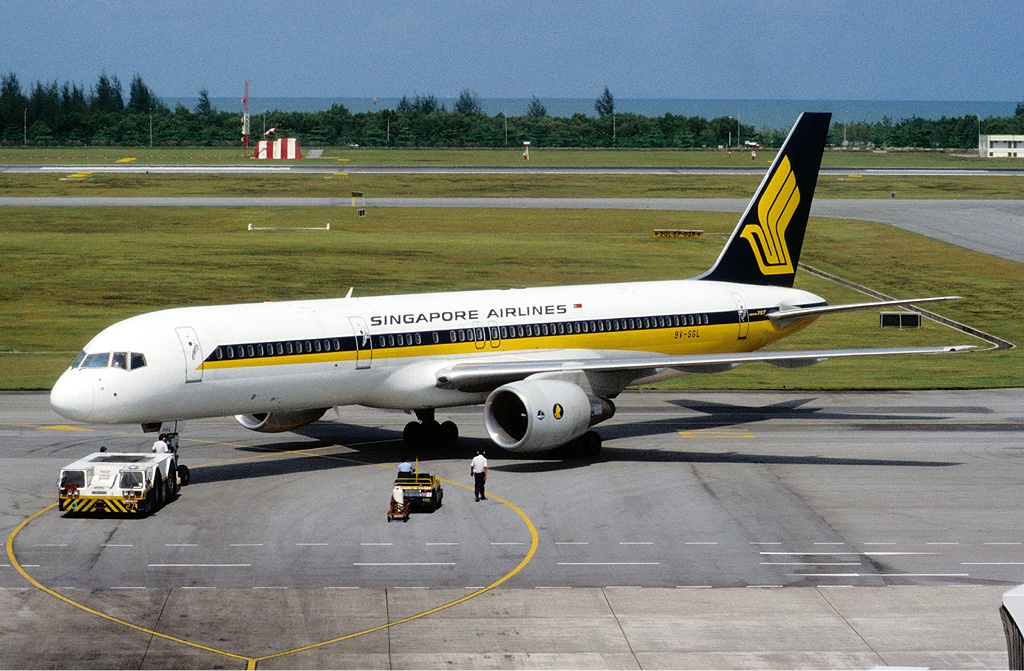
ボーイング757-200
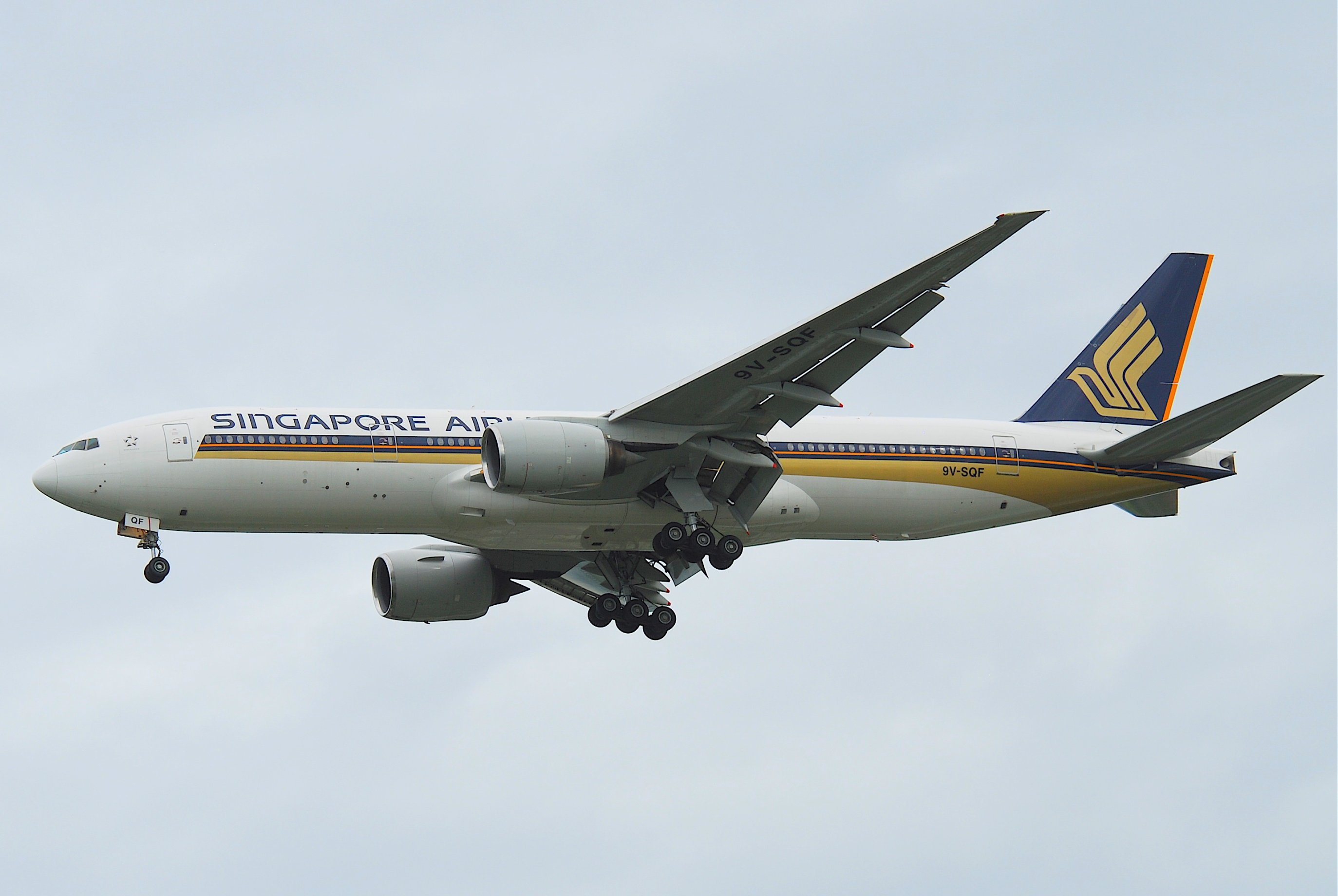
ボーイング777-200ER
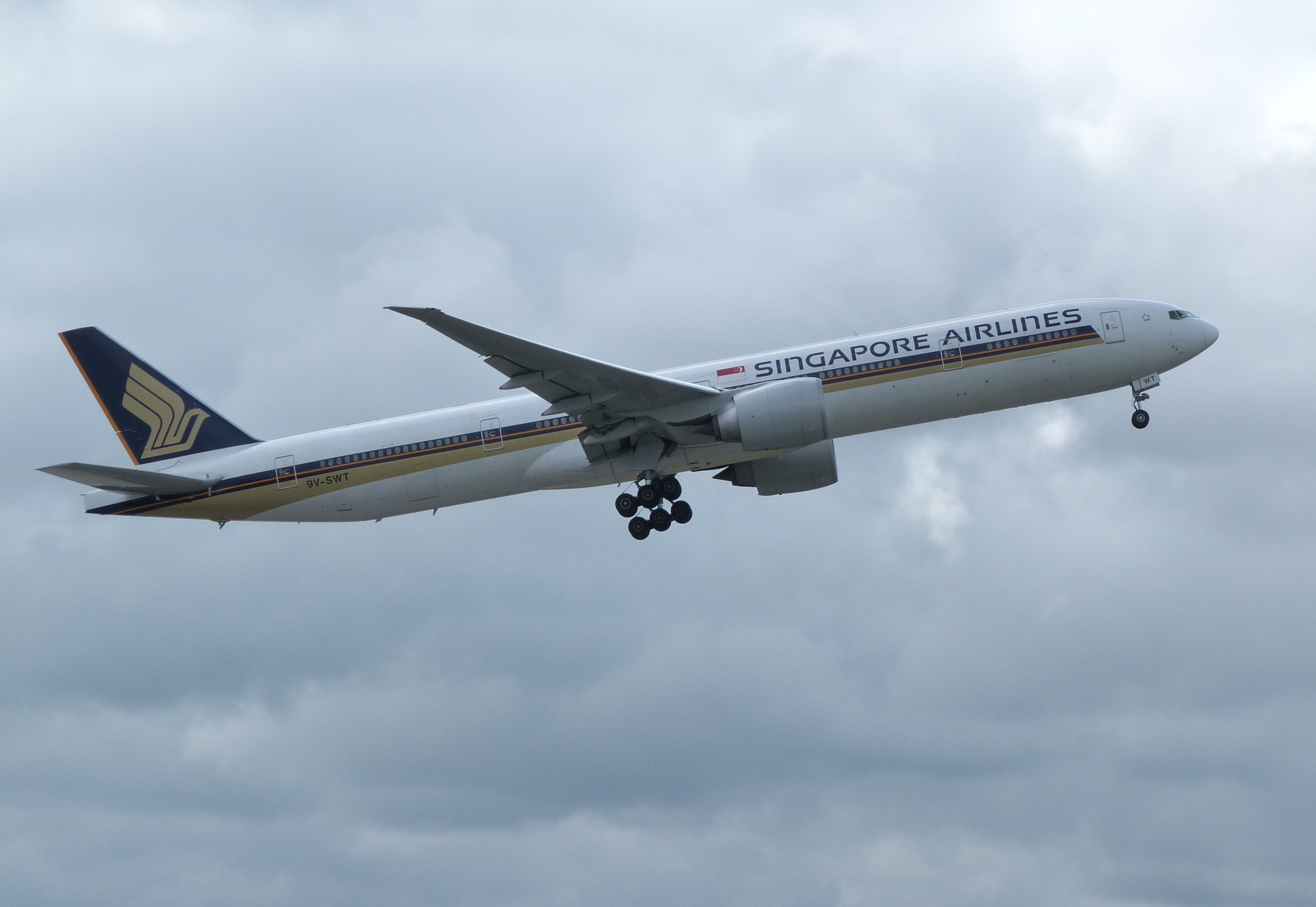
ボーイング777-300ER
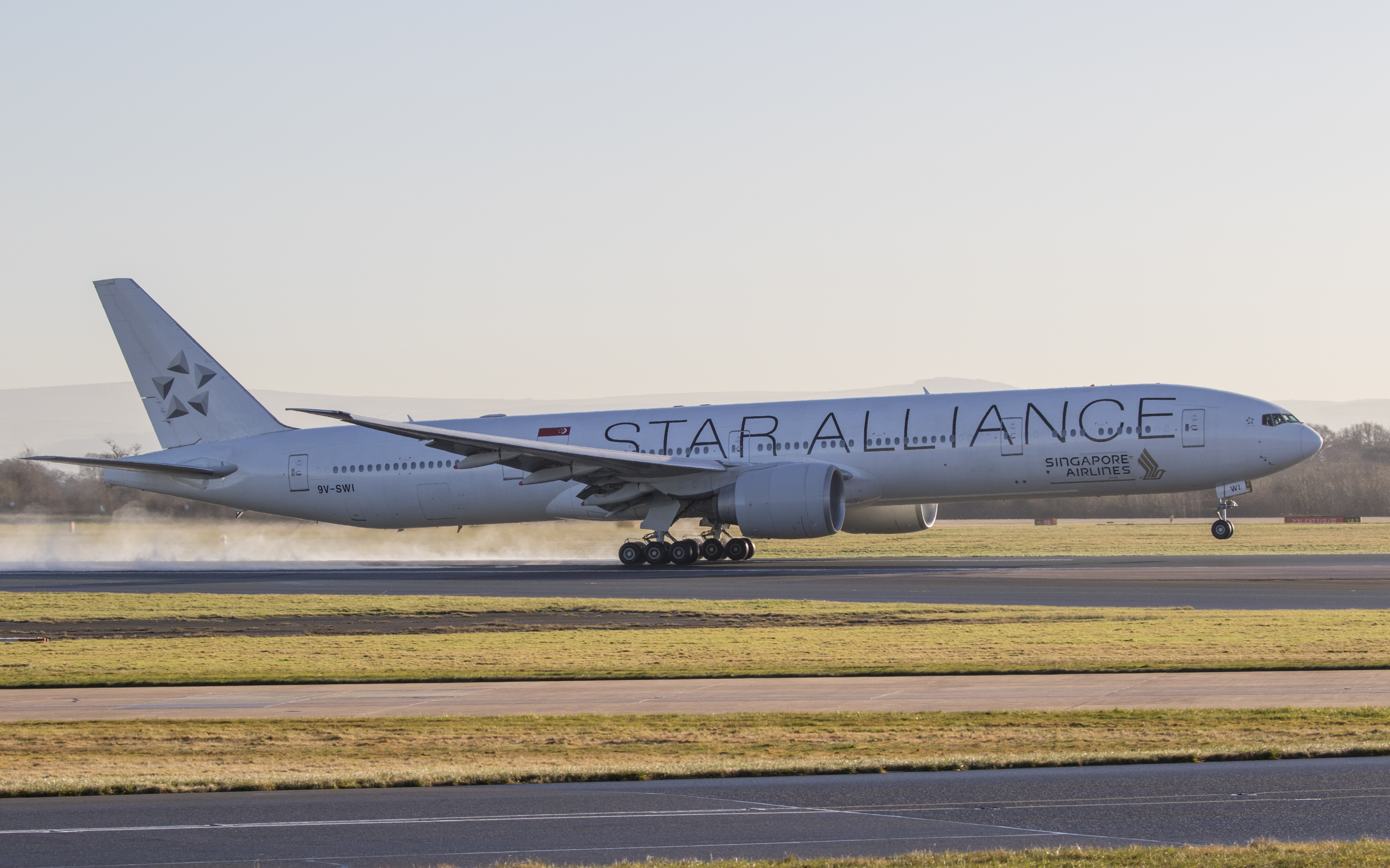
ボーイング777-300ER（スターアライアンス塗装）
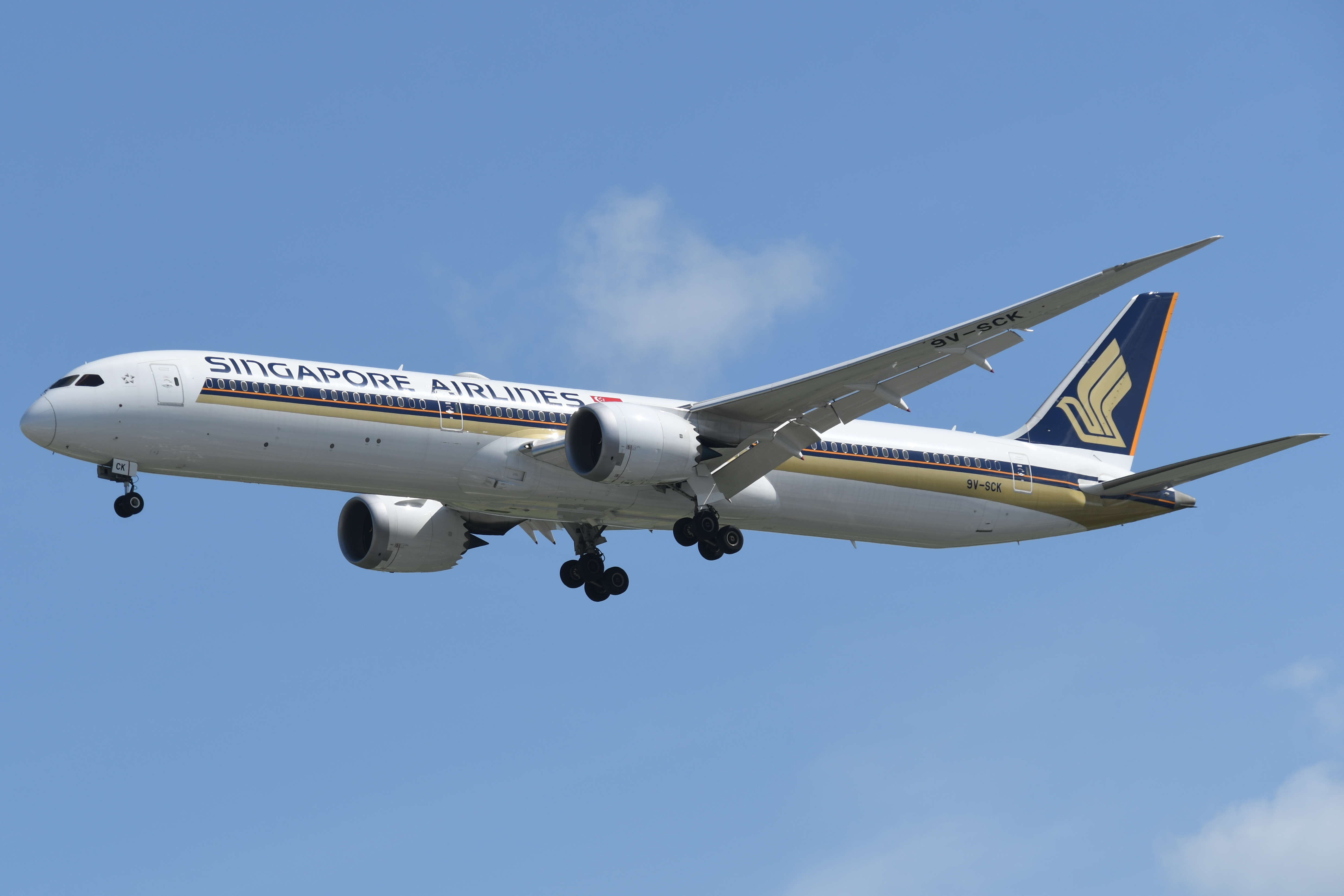
ボーイング787-10
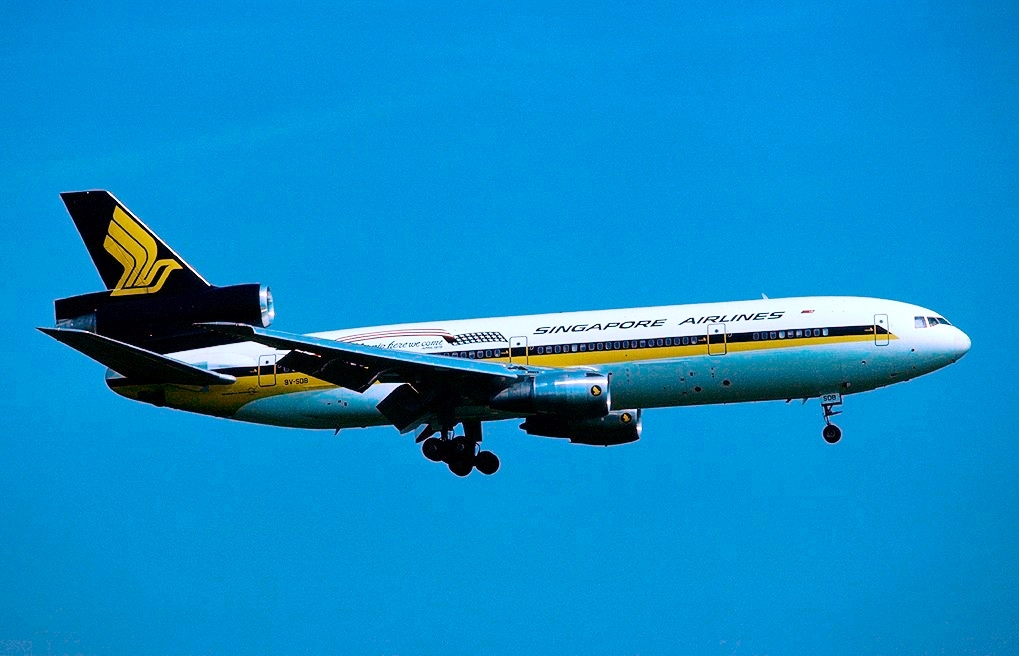
マクドネル・ダグラス DC-10-30

### 新機材の積極的導入
同社は、機材の更新に積極的でボーイング777-300ER・787・エアバスA380・A350等の最新鋭機を積極的に導入している。また、シンガポール航空は2009年から2010年までに、エアバス社からエアバスA330-300型機19機を、リースで導入している。A330型のリース契約は、A380型の引き渡し遅延に伴う供給不足を補う為、エアバス社がシンガポール航空に対する補償の一環とされている。また、A350-900XWB型機を20機発注し、同時に同型機を20機オプション発注した。
シンガポール航空のシートTV（オンデマンド式）は、すべてパナソニックアビオニクス社製。ボーイングB777-300ER・エアバスA330-300・エアバスA380-800に搭載されているものはeX2という最新鋭のものであり画面をタッチできるもの。ファーストクラスの画面は20インチ以上と破格である。全席にユニバーサル対応のパソコン電源があるのも大きな特徴。今後、B777-300ER19機について、2015年から2016年の計画で機内リニューアルを行なう計画である。
エアバスA330-300は、ボーイング777-200の代替として19機が導入された。最初の就航路線はブリスベーンで、後にオーストラリア（パース・アデレート）・名古屋・大阪・福岡に就航した。シートテレビ等のエンターテイメントはボーイング777-300ERやエアバスA380と同等なものが搭載される。
シンガポール航空は世界で初めてパナソニックアビオニクス社製のeX3と呼ばれるAndoirdベースの機内エンターテイメントを導入。導入されるのはA350-900XWBと追加発注のエアバスA330-300とボーイング777-300ER。
2017年2月9日、米ボーイングへ新規発注の777-9が20機、追加発注の787-10が19機の合計39機発注した。

### A380
A380のローンチカスタマーであることもあり、現在12機を運航している。中東のエミレーツ航空に次いで、2番目に多い機数である。広大な客室空間を利用し、一階部分前方に12室の個室型スイートクラスを設定し、23インチのモニターを装備している。
スイートクラスではそれぞれにスライドドアとロールブラインドが付いており、完全個室化が可能ではあるが、離着陸時等は保安のため全開にしておかなければならない。
2017年11月に同型機の座席レイアウトを刷新し、発注し受領延期されていた機材を新仕様で5機受領し、保有機数はリース機材4機を返却し19機を保持することを発表し、12月に新仕様で内装された初めての機材を受領した。2017年12月から未受領5機導入、既存5機入れ替え2018年7月完了。退役5機中2機分解廃棄、他2機整備待機、残1機リース他社運用。
シンガポール航空はA380の開発を決定づけたローンチカスタマーとして、早期の日本路線への投入が期待されていたが、2014年には中部国際空港への夏季繁盛期定期便機材として初投入され、日本の三大都市圏の国際空港（成田・関空・中部）へ定期便でのA380型機乗り入れが実現した。日本の三大都市圏からシンガポール乗り継ぎ利用での東南アジア・オセアニア及び南太平洋地域各地への乗り継ぎ旅客では、日本国籍保有者からも相当な割合を占めると共に、その乗り換え利便性も高く評価されており、東南アジア随一のハブ空港としての地位を確立している。

#### 初便記念飛行
エアバスA380型機の初便記念飛行は、2007年10月25日、シンガポール - シドニー線の最初の1往復のみで行われた。両便搭乗旅客には、就航記念として、クラス別に搭乗証明書および、ノイズキャンセリングヘッドフォンやバッグなどの記念品が提供された。

#### 就航路線
A380の第1号機（機体記号：9V-SKA）は2007年10月25日、シンガポール－シドニー線に初就航し同年10月30日には定期運航を開始している。
また2008年3月18日、A380の3号機を受領し同日からシンガポール－ロンドン線に就航した。ロンドンはヨーロッパで最初のA380定期便就航空港となった。同年5月20日、シンガポール-成田にA380が就航した。成田国際空港はアジアで最初のA380定期便就航空港となった。ただし成田国際空港に関しては初就航日は悪天候のため中部国際空港へダイバートとなり、4時間遅れの到着となった。このため当日予定していた「日本初就航記念」行事は中止も検討されたが、結果として行われた。
2015年現在シンガポールを起点に日本、欧州、北米、豪州のほか中国、インドなどの主要路線に投入されている。

### 特別塗装機
シンガポール航空はスターアライアンスに加盟しているため、一部の機体はスターアライアンス塗装の特別機として運航しているが、他の航空会社におけるスターアライアンス塗装とは明らかに異なる、オリジナルのスターアライアンス塗装機を運航している。
また、その他にも同社が運航した特別塗装を含めたリストは以下の通りである。
- エアバスA380：「First to Fly - the Singapore Airlines A380」（計画中止）、「SG50 Livery」(9V-SKI、9V-SKJ)
- エアバスA350-900：「10,000th AIRBUS AIRCRUFT」（9V-SMF）[23][24]
- ボーイング747-400(9V-SMU)：「1000th Boeing747 Livery」（過去）
- ボーイング747-400(9V-SPK,SPL)：Tropical Megatop Livery(過去[注釈 3])
- ボーイング747-400(9V-SMZ)：「50th Anniversary」（過去）
- ボーイング777-200ER(9V-SQA)：「50th Anniversary 1947-1997 JUBILEE Livery」B777-1号機受領記念(過去)
- 「STAR ALLIANCE」巨大ロゴ[注釈 4]

エアバスA330-300(9V-STU)
ボーイング747-400(9V-SPP)
ボーイング777-200ER(9V-SRE)
ボーイング777-300(9V-SYE、9V-SYL)
ボーイング777-300ER(9V-SWI、9V-SWJ、9V-SWM)

### 納入1000機目受領
シンガポール航空は、B747（-400型機，9V-SMU※現在退役）とB787（-10型機，9V-SCP）、とボーイング機において納入1000機目を2機種で達成している。
- エアバスA380-800（SG50 Livery）
- エアバスA350-900（10,000th AIRBUS AIRCRUFT）
- ボーイング777-300ER（スターアライアンス塗装）
- ボーイング747-400（スターアライアンス塗装・退役済み）
- ボーイング747-400（50th Anniversary・退役済み）

### 愛称
シンガポール航空では、一部の機材に愛称をつけていた。
- エアバスA340-500：リーダーシップ(LEADERSHIP)
- エアバスA340-300：セレスター(CELESTAR)
- ボーイング747-300/-300M：ビッグトップ(BIG TOP)
- ボーイング747-400：メガトップ(MEGA TOP)
- ボーイング747-400F：メガアーク(MEGA ARK)
- ボーイング777-200/-300：ジュビリー(JUBILEE)

## サービス
コンデナスト・トラベラーなどの旅行雑誌で高い評価を受けている。高い評価の理由とされるのは「最新鋭の翼とやさしいおもてなし」のコンセプトに基づく高レベルのサービスと評されている。
イギリスのスカイトラックス社の航空会社ランキング、「エアライン・オブ・ザ・イヤー」でも、2004年、2007年、2008年、2018年と4回１位を獲得しており、キャセイパシフィック航空、カタール航空、エミレーツ航空などと共に高い評価を受けている。

### 客室乗務員

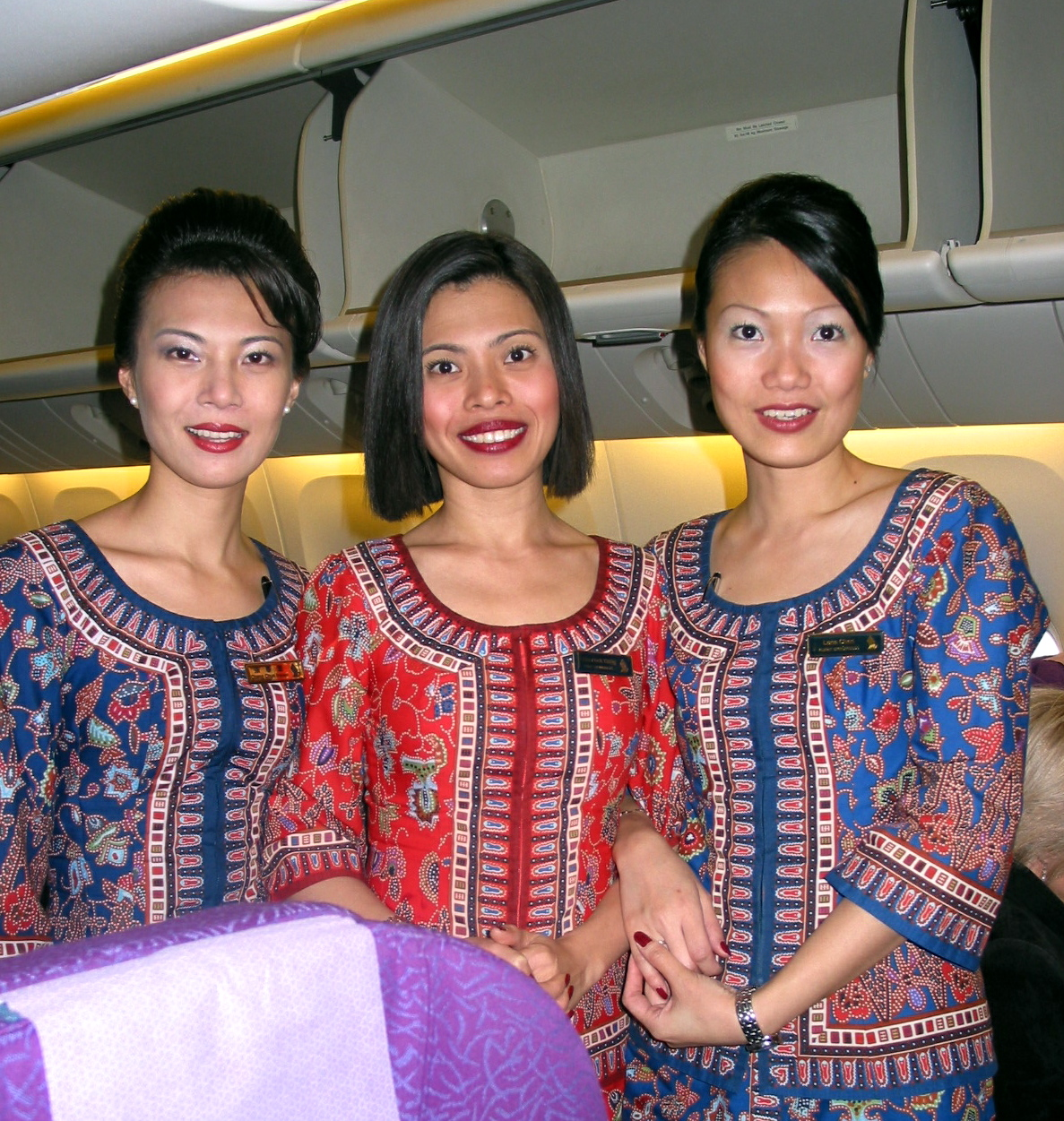
女性CA(2004年2月)

機内では、サロンケバヤに身を包んだキャビンアテンダント（CA）のサービスの評価が高い。なお、2000年に発生したシンガポール航空006便離陸失敗事故において客室乗務員が常時着用していたサンダル（バックストラップなし）が緊急脱出に時間を要する原因になったとの声もあり、離着陸時のみバックストラップのサンダルを着用することとなった。
※ただし、サロンケバヤを着用しているのは女性CAで、実際には薄い青や紺色のジャケットを着用した男性CAが半分近く乗り込んでいる。もちろん、男性CAのサービスのレベルも高い。多民族国家であるシンガポールを反映して、CAも中国系、マレー系、インド系など、多くの民族から構成される。日本発着便には日本人CAも乗務している。

### 機内食
シンガポール航空の機内食は、スイート・ファーストクラス・ビジネスクラス・プレミアムエコノミー・エコノミークラスを問わず、チャンギ国際空港内にあるSATS（シンガポール・エアポート・ターミナル・サービス）社で製造された機内食が用意される。同センター内には世界初の減圧器を備えた部屋「シミュレーテッド・エアクラフト・キャビン」があり、地上1万メートルの機内と同じ環境を作り出して機内食などのプレゼンテーションを実施していることにより、高品質なサービスを展開している。プレミアムエコノミー・ビジネスクラス以上のクラスでは、一部に「ブック・ザ・クック」の豊富なメニューから選択でき、これはシンガポール発のほか成田と東京/羽田・ミュンヘン・ロサンゼルスなどの約20都市から出発する路線で利用可能。また一部のメニューに「インターナショナル・カリナリー・パネル」が監修した食事が用意され、日本路線には和食や洋食から1種類選べる。
また、ベジタリアンミールやモスレム食・チャイルドミール・フルーツプラッターなどの機内特別食も選択できる。このうちナッツフリーミールとコーシャーミールの2種類は出発の48時間前、それ以外のベジタリアンミールなどは出発の24時間前に同社もしくは予約した旅行会社にリクエストする必要がある。

## 日本との関係

### 運航便
機材などは変更となる事もあるので、公式サイトを確認してください。
| 便名      | 路線      | 路線         | 機材                                                 | ※コードシェア      | 備考                                             |
| --------- | --------- | ------------ | ---------------------------------------------------- | ------------------ | ------------------------------------------------ |
| SQ631/632 | 東京/羽田 | シンガポール | - ボーイング777-300ER - エアバスA350-900             | AI、ET、FJ、NH     |                                                  |
| SQ633/634 | 東京/羽田 | シンガポール | - ボーイング777-300ER - エアバスA350-900             | AI、ET、FJ、NH     |                                                  |
| SQ635/636 | 東京/羽田 | シンガポール | - ボーイング777-300ER - エアバスA350-900             | AI、ET、FJ、NH     |                                                  |
| SQ11/12   | 東京/成田 | シンガポール | ボーイング777-300ER                                  | AC、AI、ET、FJ、NH | シンガポール-成田経由-ロサンゼルス行きとして運航 |
| SQ11/12   | 東京/成田 | ロサンゼルス | ボーイング777-300ER                                  | AC、AI、ET、FJ、NH | シンガポール-成田経由-ロサンゼルス行きとして運航 |
| SQ637/638 | 東京/成田 | シンガポール | - ボーイング777-300ER - ボーイング787 - エアバスA380 | AC、AI、ET、FJ、NH |                                                  |
| SQ618/619 | 大阪/関西 | シンガポール | ボーイング787                                        | AI、FJ、NH         |                                                  |
| SQ620/621 | 大阪/関西 | シンガポール | ボーイング787                                        | AI、FJ、NH         |                                                  |
| SQ622/623 | 大阪/関西 | シンガポール | ボーイング787                                        | AI、FJ、NH         |                                                  |
| SQ671/672 | 中部国際  | シンガポール | ボーイング787                                        | AI、NH             |                                                  |
| SQ655/656 | 福岡      | シンガポール | ボーイング787                                        | AI、NH             |                                                  |
| SQ660/661 | 新千歳    | シンガポール | エアバスA350-900                                     |                    | 冬期限定                                         |

成田-シンガポール線は2往復運行しているが、1往復はシンガポール-ロサンゼルスの経由地としての就航であり、役割が異なっている。
※コードシェア
- AC→エアカナダ
- AI→エアインディア
- ET→エチオピア航空
- FJ→フィジーエアウェイズ
- NH→全日本空輸

### 日本との歴史
- 1968年8月に、ボーイング707を使用して羽田線に就航[27]。週4便の運行を開始した。
- 1972年8月に、大阪（現・伊丹）-シンガポール線を運行開始[28]。
- 1978年に羽田から撤退し、成田に就航。
- 1980年12月1日、シンガポール - 成田 - ロサンゼルス線を開設。当時の使用機材はボーイング747-200Bだった。
- 1989年10月に、名古屋-シンガポール線を運行開始[29]。
- 1994年には、関西国際空港開業に伴って、伊丹路線を関空に移管した[28]。
- 1991年から1998年まで、仙台-シンガポール線を週３-5便運行した[30]。
- 2003年まで、広島-シンガポール線を運行。
- 2004年より全日本空輸と相互でコードシェアを開始した。
- 2008年5月20日には、当日開港30周年を迎えた成田空港にエアバスA380機を就航させ、記念日に華を添えた。これは、北アジア地区および日本におけるエアバスA380の初就航となった。なお、この年は同社の日本路線就航40周年の節目の年でもあった。
- 羽田空港再国際化を機に、羽田-シンガポール線に2010年に再就航した。1日2便を運航する[31]。
- 2011年には東日本大震災の復興支援に、40万シンガポール・ドルを超える支援金を日本赤十字社に寄付した[27]。なお、東日本大震災の影響で、羽田-シンガポール線を2往復から1往復に一時期減便。
- 2014年の夏には、シンガポール航空の名古屋就航25周年を記念し、中部空港へのA380の運航を2日間実施。
- 2014年から、冬期限定でシンガポール-新千歳線を運行開始した[32]。（2020年まで）
- 2018年5月3日に、ボーイング787-10が関西－シンガポール線で、世界で初めて定期便としての運航を開始した。2018年にシンガポール航空が日本就航50周年を迎えたことを記念し、関空路線が初めての就航先として選ばれた[31]。
- ボーイング787-10は主翼をはじめ機体の35%が中部地区で製造されており、同機が中部線での就航を開始した2018年7月28日には、就航式典と機内内覧会を開催した[31]。
- 2020年3月23日、週7便の名古屋-シンガポール線を運休したが、2020年12月2日より週3便で再開した。
- 2020年11月5日より、福岡線を再開。
- 2020年11月30日、成田、関空線を毎日運行に増便。
- 2021年6月16日、シンガポール-成田-ロサンゼルス線を週4便で運行再開。
- 2022年10月30日から、成田線を週11往復から14往復に増便、関西線ではを1日1往復から2往復に増便、羽田線を週3往復から段階的に1日2往復に増便、福岡線を週2往復から週3往復に増便した[33]。
- 2023年10月1日から、羽田-シンガポール線を1日2往復から3往復に増便した[34]。
- 2023年10月30日より、B787-10で運行していた成田-シンガポール線に、フラッグシップのエアバスA380を投入した。また、関空線を1日3便に、名古屋線、福岡線を週5往復に増便[35]。
- 2024年3月4日より、名古屋-シンガポール線、福岡-シンガポール線を毎日運行に増便[35]。
- 2024年4月19日、ANAと実施する共同事業について、国土交通省より条件付きで独占禁止法適用除外認可を取得したと発表した。なお、シンガポール競争・消費者委員会ではまだ審議中。
- 2024年9月1日から、羽田-シンガポール線を増便し、1日4往復にする予定だったが、取りやめた[36]。
- 2024年12月から、シンガポール-新千歳線を冬期限定でふたたび運行開始した[32]。
- 2025年4月17日、シンガポール競争・消費者委員会での審議を経て、同年9月1日よりANAとの共同事業を開始すると発表した[37]。

## コードシェア
- エア・カナダ
- ニュージーランド航空
- サウディア
- エジプト航空
- スイス インターナショナル エアラインズ
- ルフトハンザ航空
- LOTポーランド航空
- マレーシア航空
- 全日本空輸
- エバー航空
- アシアナ航空
- 南アフリカ航空
- ターキッシュ エアラインズ
- ヴァージン・アトランティック航空
- ヴァージン・オーストラリア

## マイレージカード
シンガポール航空が運営する入会無料のマイレージプログラムは3種類あり、「クリスフライヤー（KrisFlyer）」と上級組織である「PPSクラブ」、2〜12歳が入会できる「ヤングエクスプローラークラブ」という子供用プログラムがある。どちらも、シンガポール航空便及びシルク航空便をはじめとしたスターアライアンス加盟各社便、レンタカー、ホテルチェーンなどでマイルを貯めてスターアライアンス加盟各社の無料航空券、アップグレードの特典と交換できる。
日本国内では三井住友カードとJCBの提携カードを提供している。

### クリスフライヤー
「クリスフライヤー」は、13歳以上が対象で申込手続をすればすぐに入会できるプログラムである。スターアライアンス加盟航空会社の他に、ヴァージン・アトランティック航空（スカイチーム）による飛行マイルでも、スターアライアンスゴールド会員資格が取得できる唯一のプログラムである。

### PPSクラブ
「PPS(Priority Passenger Serviceの頭文字)クラブ」は自社運航便のビジネスクラス・ファーストクラスの乗客に特化したプログラムとして位置づけられており、その入会・会員資格維持条件として『シンガポール航空及びシルク航空のビジネスクラス・ファーストクラスに1年間で50,000マイル以上または25PPSセクター以上搭乗して「クリスフライヤー」にマイルを加算またはカウントさせる』と規定されている。その最高級の会員である『ライフ・ソリティア・PPSクラブ（終身会員）』はPPSクラブと同条件で、累積1,875,000マイル以上または1,000PPSセクター以上の搭乗が必要になる（キロメートル換算で300万kmになる）という制度。その入会条件の厳しさゆえに、「PPSクラブ」全会員が「スターアライアンスゴールドメンバー」となる。
「PPSクラブ」は2007年9月資格更新分より、資格認定のカウント方法が独自換算方法による“シンガポールドル(SGD)換算での資格更新方式”へ変更されている。

## ラウンジ
- シルバークリスラウンジはスターアライアンスゴールドメンバーでも入場することができるが、シンガポールにあるシルバークリスラウンジは、PPSクラブメンバー以外のエコノミークラス利用のスターアライアンスゴールドメンバーは入場できない[38]。

## その他
- A380、777-300ERのビジネスクラス、全機種のファーストクラスの特典は、原則クリスフライヤーでしか獲得することができない。
- A380のスイートクラスはクリスフライヤーを除き、特典航空券には一切開放されておらず、UPグレードも受け付けていないどころか、世界一周運賃で差額を支払って搭乗することもできない。
- 2004年6月28日に、シンガポール-ニューアーク直行便（シンガポール航空21便、SQ21便）を開設した[39]。エアバスA340-500、全席ビジネスクラス(100席)という特別仕様機であり、スケジュール上の所要時間は18時間30分であった。2004年7月28日に就航する予定だったが、キャセイパシフィック航空が同年7月1日に香港-ニューヨーク直行便を開設することを発表したため、就航を定より1か月早めた[40]。2013年11月23日で運休となった。
- 2018年にA350-900ULR、ビジネスクラス（67席）プレミアムエコノミー（94席）のエコノミー設定無し特別仕様機を導入し、ニューヨークまでの直行便を再開する予定。
- 2019年4月12日に公開された『名探偵コナン 紺青の拳』（劇場版『名探偵コナン』で初めて海外であるシンガポールを舞台にしている）とコラボキャンペーンを実施している。
- ボーイング機として、B787-10を発注しているが量産1000機目と節目の機体を受領することとなっている(レジ：9V-SCP)。因みに同社はかつて運航していたB747-400においても1000機目のB747を受領しており、B787-10も受領そして運航となれば、2度の「1000機目」を運航することとなる。

## 事故・インシデント・トラブル
- 1991年3月25日 クアラルンプール発シンガポール行き117便 A310-300型機（登録記号:9V-STP）

- 2000年10月31日 シンガポール発台北/桃園（中正国際空港）経由ロサンゼルス行き006便 ボーイング747-400型機（登録記号：9V-SPK、「Tropical Megatop」特別塗装機）

- 2015年5月23日 シンガポール発上海/浦東行き836便 A330-300型機（登録記号:9V-SSF）

離陸約3時間半後に南シナ海上空飛行中に乱気流に巻き込まれロールスロイス製トレント772型エンジン2基とも次々に失速停止し、運航乗務員は運航マニュアルに従い13,000フィートまで緊急降下しながらエンジン再始動に成功、そのまま上海に向けて飛行を続け、現地時間の22時56分に無事着陸し乗員、乗客194名に怪我はなかった。
- 2015年10月11日 上海発シンガポール行き835便とシンガポール発香港行き890便の待機時 A330-300型機（登録記号:9V-STG）

チャンギ国際空港で11日未明に835便で到着し、乗客降機後、890便運航前整備で整備士による前輪格納確認中、誤って前輪が格納され機首が地面に激突するトラブルが発生。操作していた整備士1名に怪我はなし。890便は代替機材手配し、約1時間遅延で出発した。
- 2016年5月5日 シンガポール発ソウル/仁川経由サンフランシスコ行き19便 ボーイング777-300ER型機（登録記号:9V-SWP）

仁川国際空港で離陸滑走中、大韓航空機929便（A330-200型機）が管制許可無く滑走路横断停止線過走したため、シンガポール航空機は緊急離陸中止した。2機は無事に接触しないでともにゲートへ戻り、大韓航空機は故障箇所が見付からなかったため点検後、約100分遅延で離陸したが、シンガポール航空機は離陸滑走時の145ノットからの急ブレーキで緊急停止をしたので、8つのタイヤバーストと3つのブレーキが故障のため部品交換し、およそ19時間遅延でシンガポール航空9016便に便名変更のうえ離陸し運航された。
- 2016年6月27日、シンガポール発ミラノ行き368便 ボーイング777-300ER型機（登録記号:9V-SWB）

離陸2時間後にマレーシア西海上上空でエンジンオイル警告灯が点灯したため、シンガポールに引き返し、その後チャンギ国際空港へ緊急着陸し、着陸後右側GEアビエーション製GE90-115B型エンジンから出火したが、滑走路上で緊急消火し、緊急脱出は行わず、乗員、乗客241人に怪我はなく、代替機材に乗り替えミラノへ向かった。
- 2024年5月21日 ロンドン/ヒースロー発シンガポール行き321便 ボーイング777-300ER型機（登録記号：9V-SWM、スターアライアンス塗装機）

ミャンマー沖上空を巡航中に激しい乱気流に巻き込まれ、タイ・バンコクのスワンナプーム空港に緊急着陸。乗員・乗客229人のうち、イギリス人乗客1人が死亡。30人以上が負傷し、タイ・バンコク市内の病院に搬送された。同社での死亡事故は2000年10月の006便離陸失敗事故以来約23年半ぶりとなった。

## 子会社及び提携
シンガポール航空グループはシルクエアーやスクート、シンガポール航空カーゴなど50社以上の子会社及び資本提携会社で構成される。